# ロボロフスキーハムスター
ロボロフスキーハムスターは、ヒメキヌゲネズミ属に属するハムスターの一種である。和名はロボロフスキーキヌゲネズミ。ペットとして飼われているドワーフハムスターとしては最も小型で、約二頭身の体型である。原産地はカザフスタン共和国、モンゴル、ロシア連邦トゥヴァ共和国など。

## 特徴
体長は約7-10センチメートル、体重は約15-30グラムで、世界最小のハムスター。性格は臆病で、人間になつきにくい。観賞用ハムスターとして知られている。個体によっては、まれになつくものもいる。寿命は2年から3年。
相性の良し悪しはあるものの、ドワーフハムスターの中では最も複数飼いに適している。相性が悪い場合は一匹毎に飼育する。走りながら（または走ってから）の排尿を好む習性があるため、トイレの躾は出来ない個体が多い。体は小さいが運動量のとても多いハムスターであるため、飼育の際は十分な広さを確保すると良い。
「水分をあまり必要としない」との表記が度々見られるが、他のハムスターと同じ扱いで良い。水分の多い果物・野菜なども食べる。
体が小さく、動きがすばやい（じっとしない性格）から、受診可能な動物病院が少ない。

## 種類

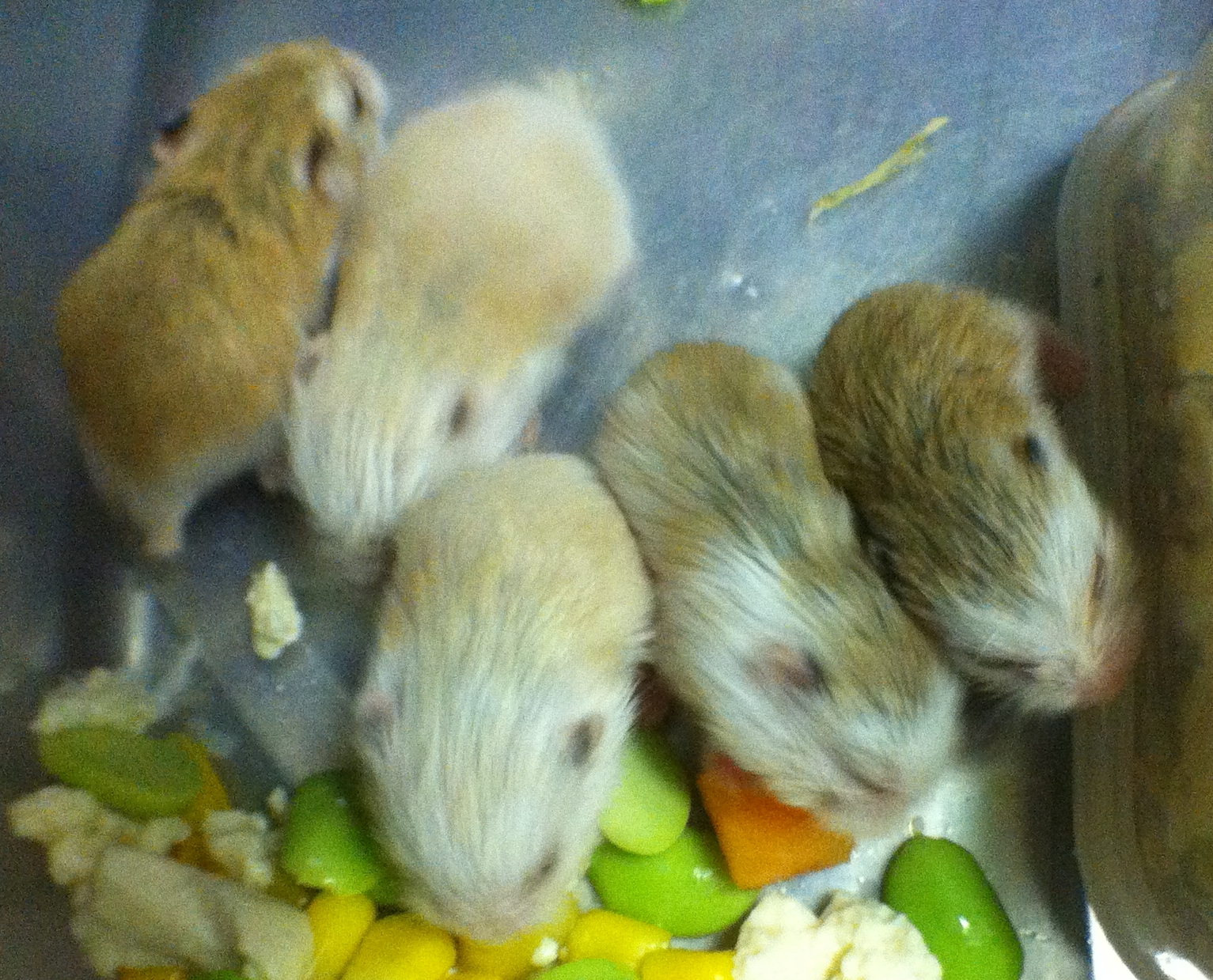
赤ちゃん1
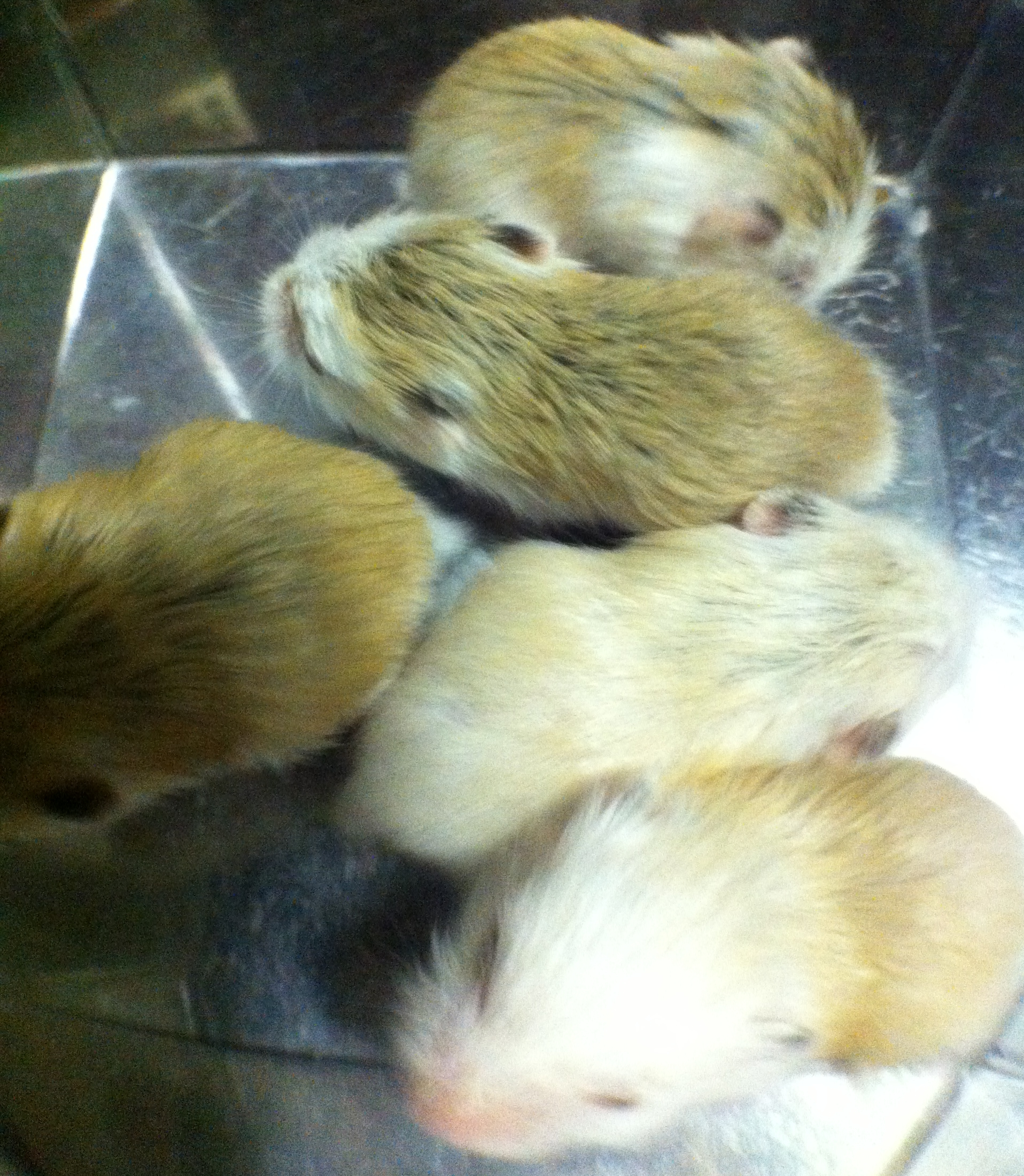
赤ちゃん2

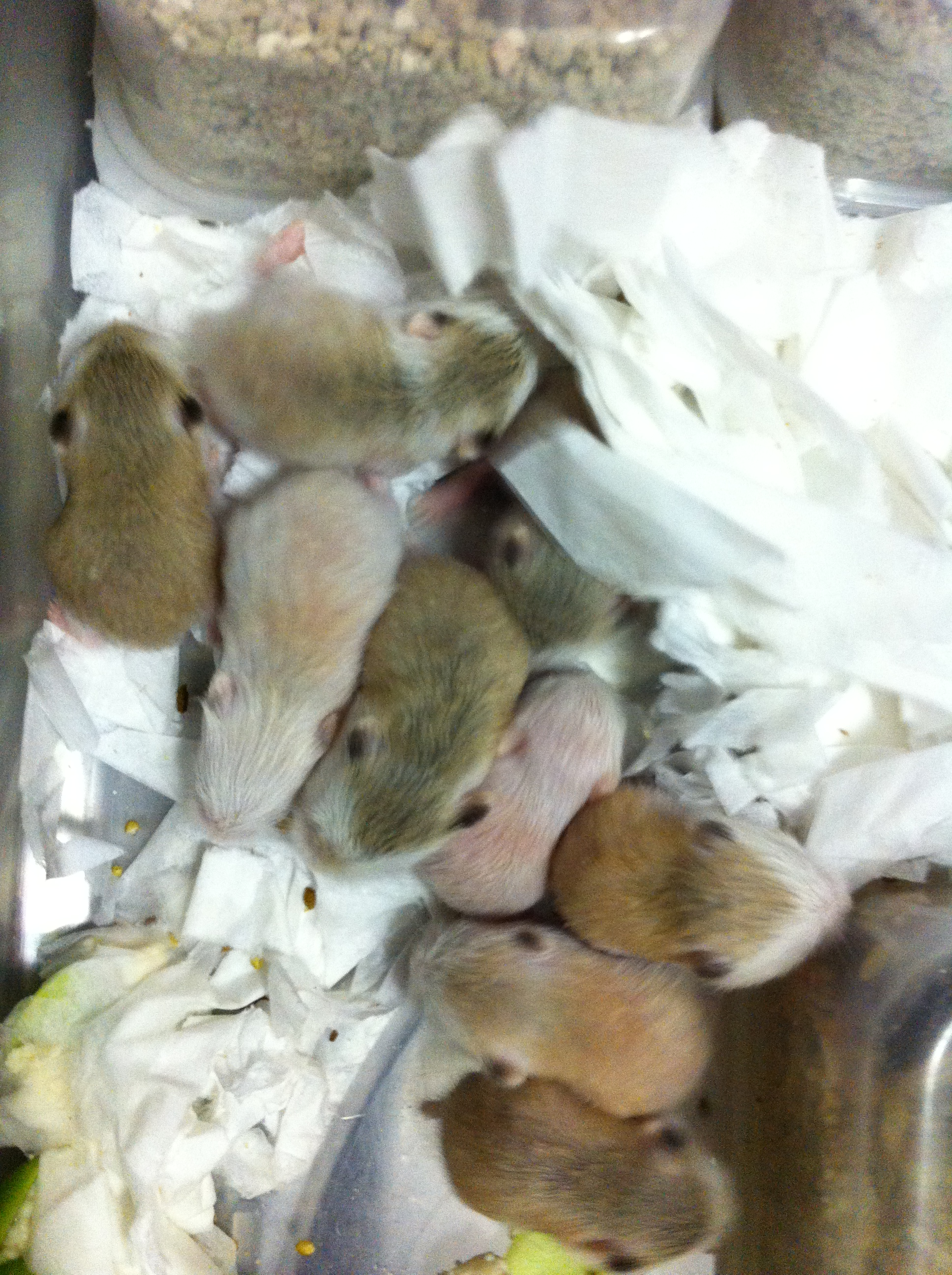
赤ちゃん3
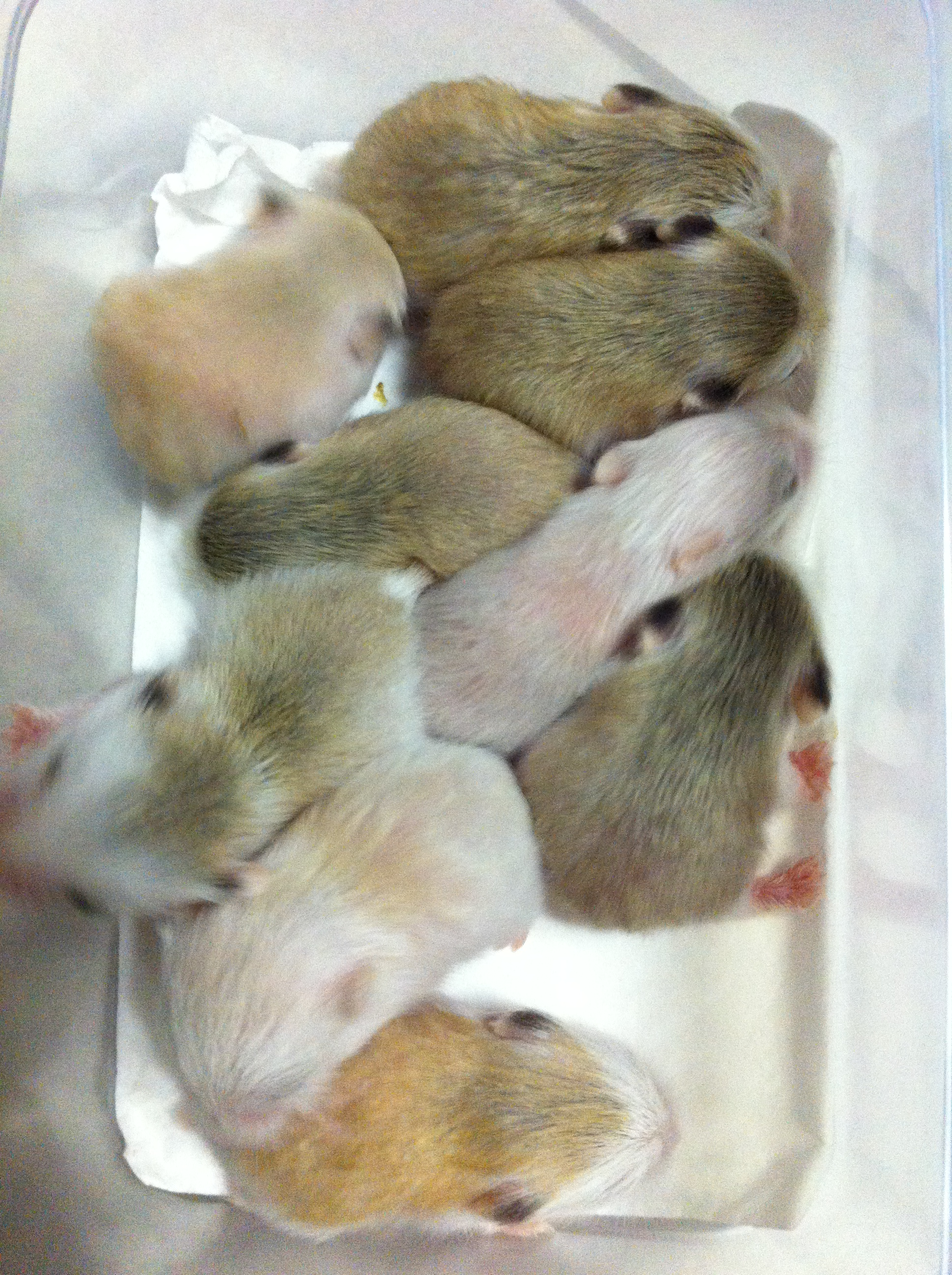
赤ちゃん4

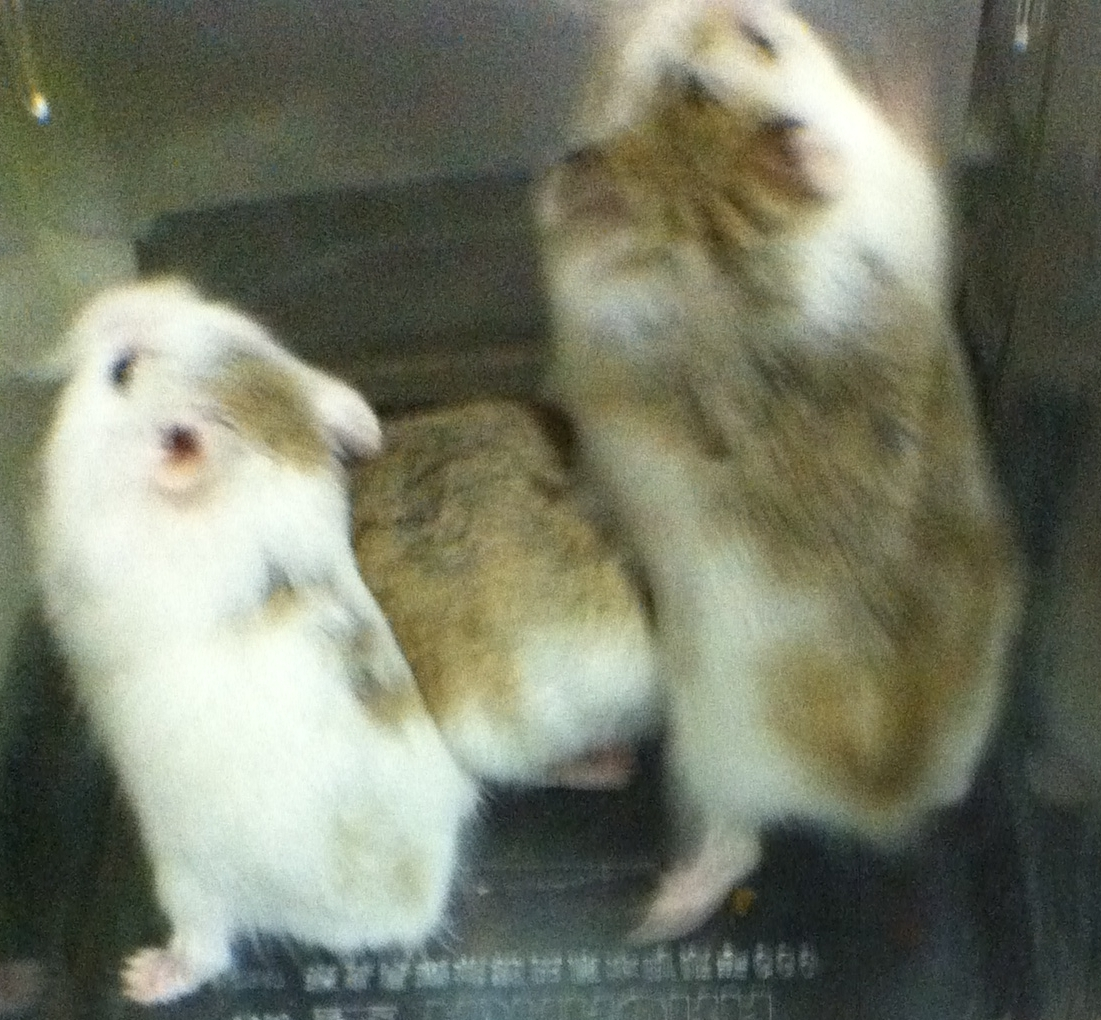
ライト、ダークパイド
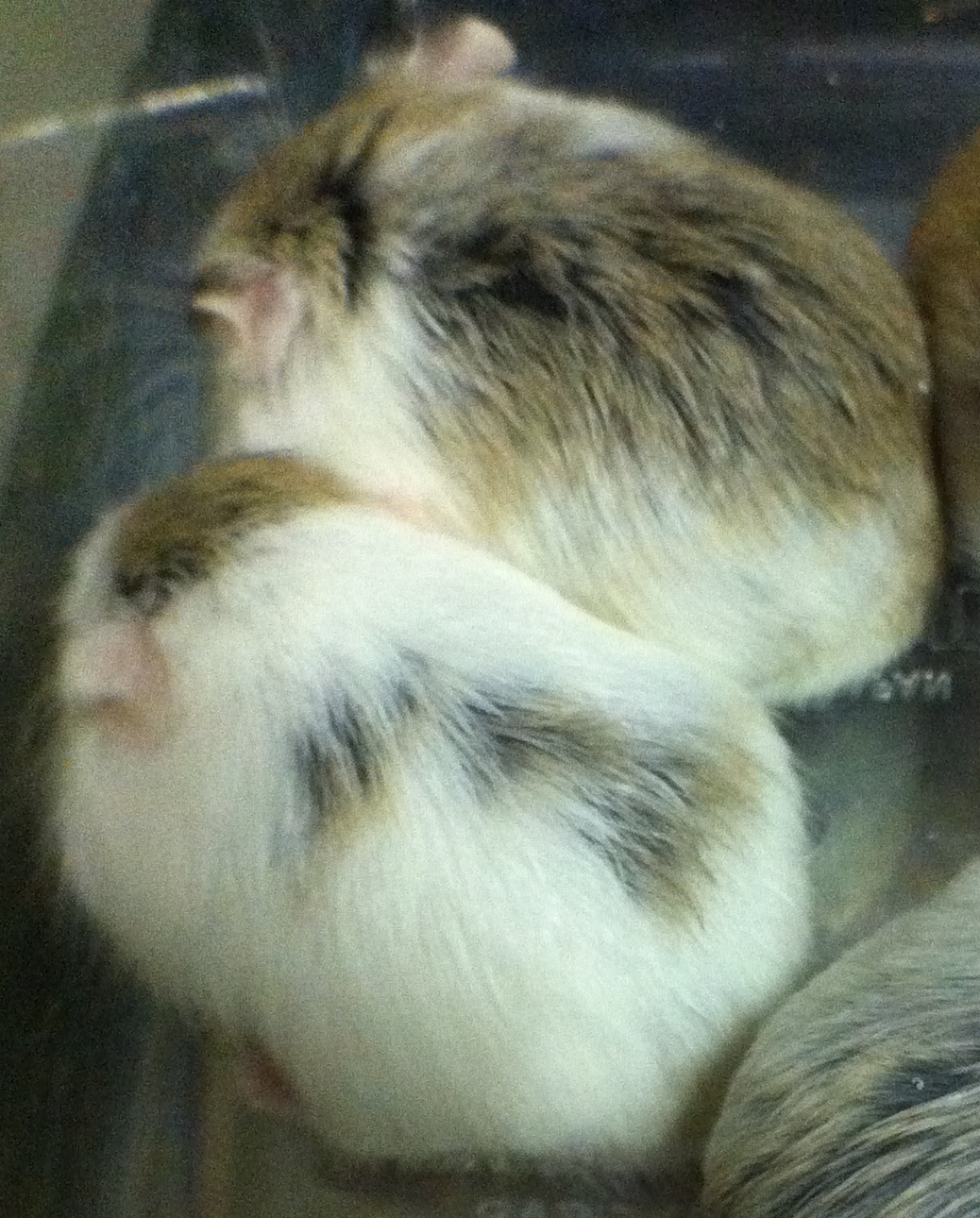
ライト、ダークパイド2
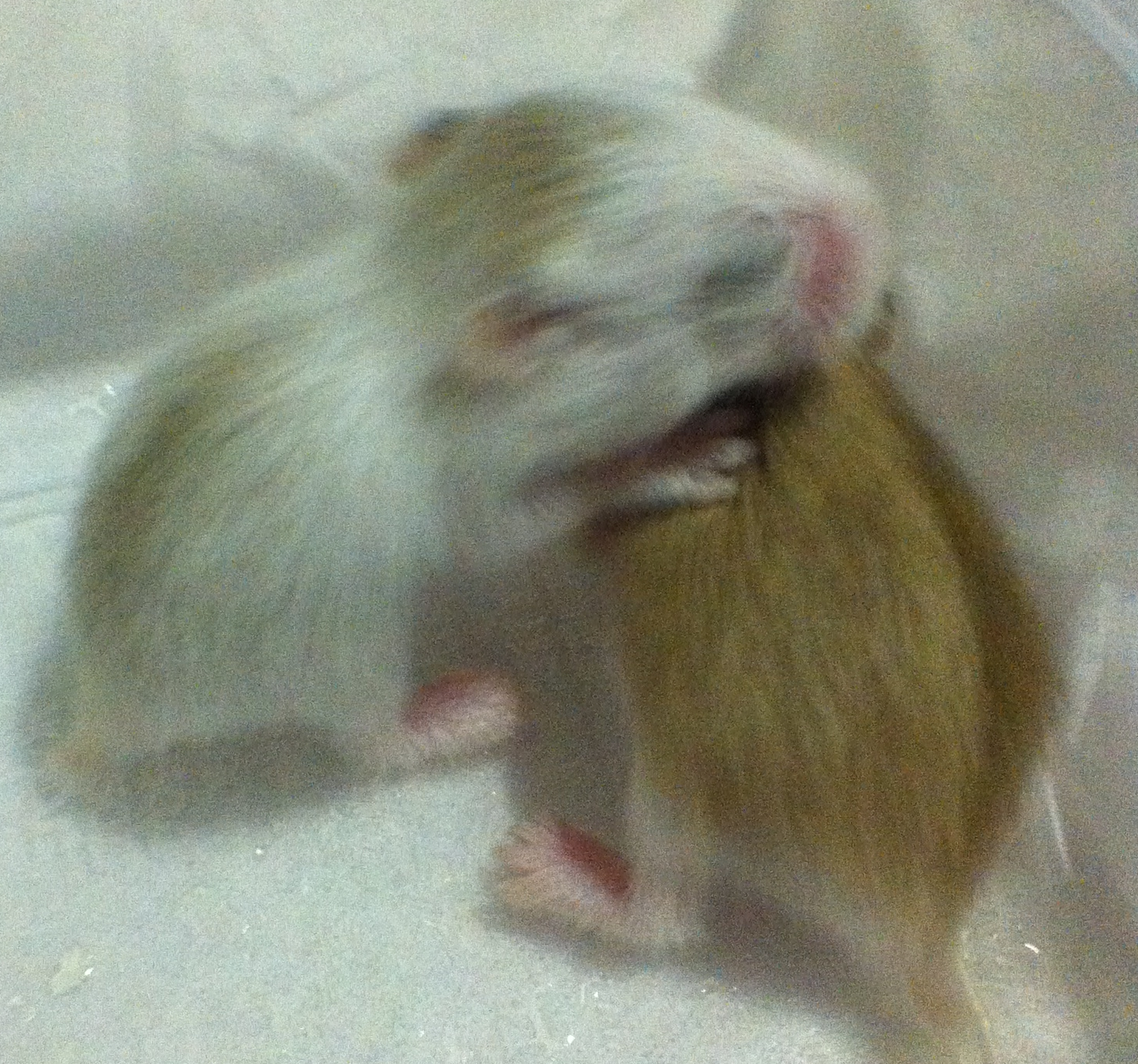
パイドの赤ちゃん
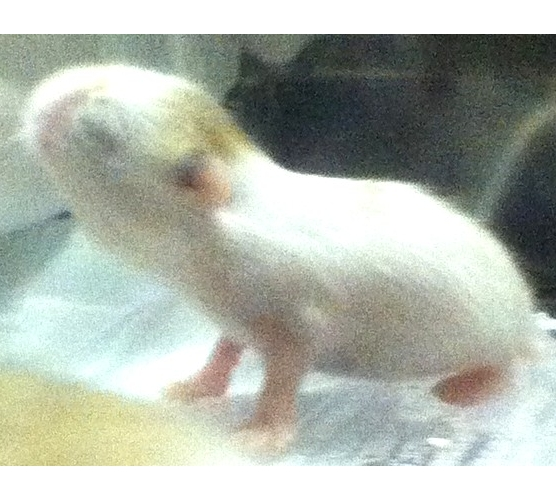
パイドの赤ちゃん2

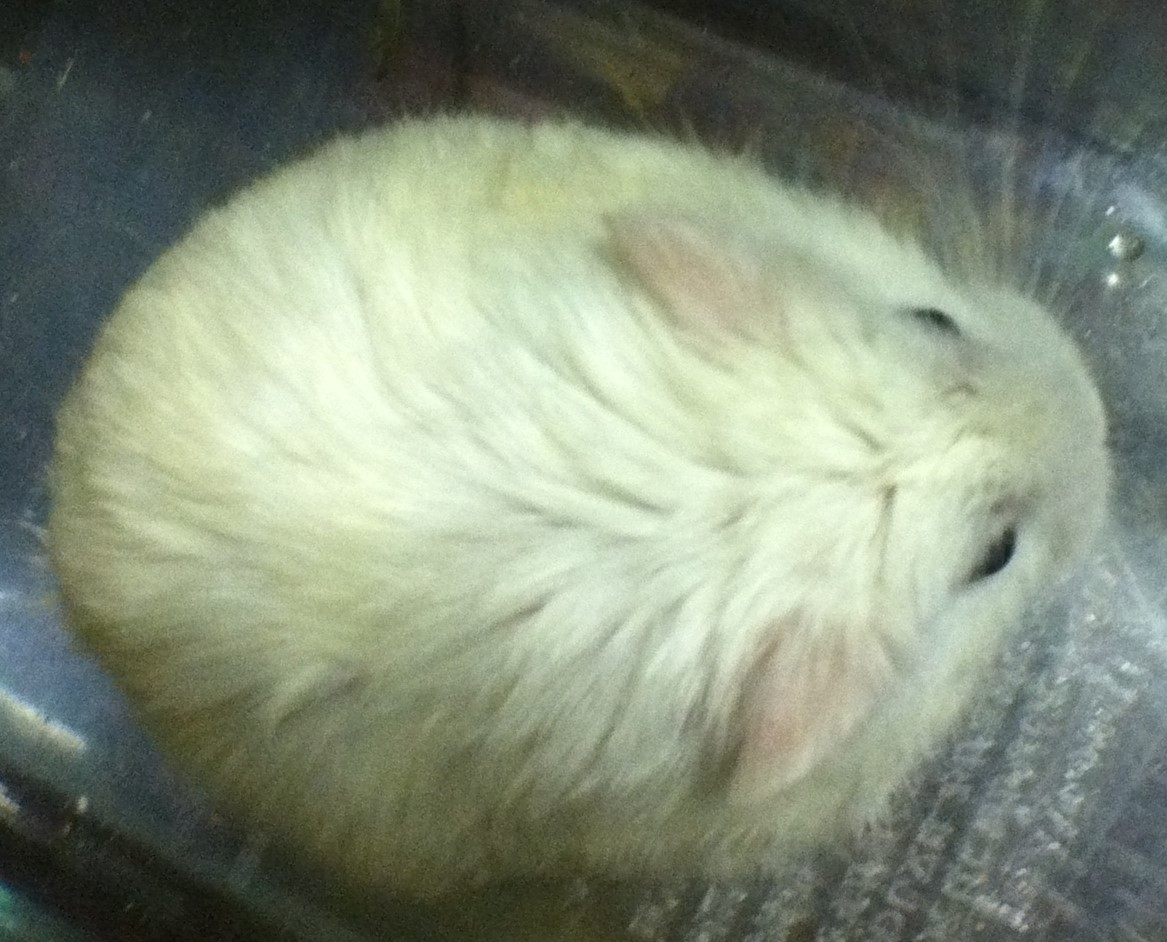
ピュアホワイト
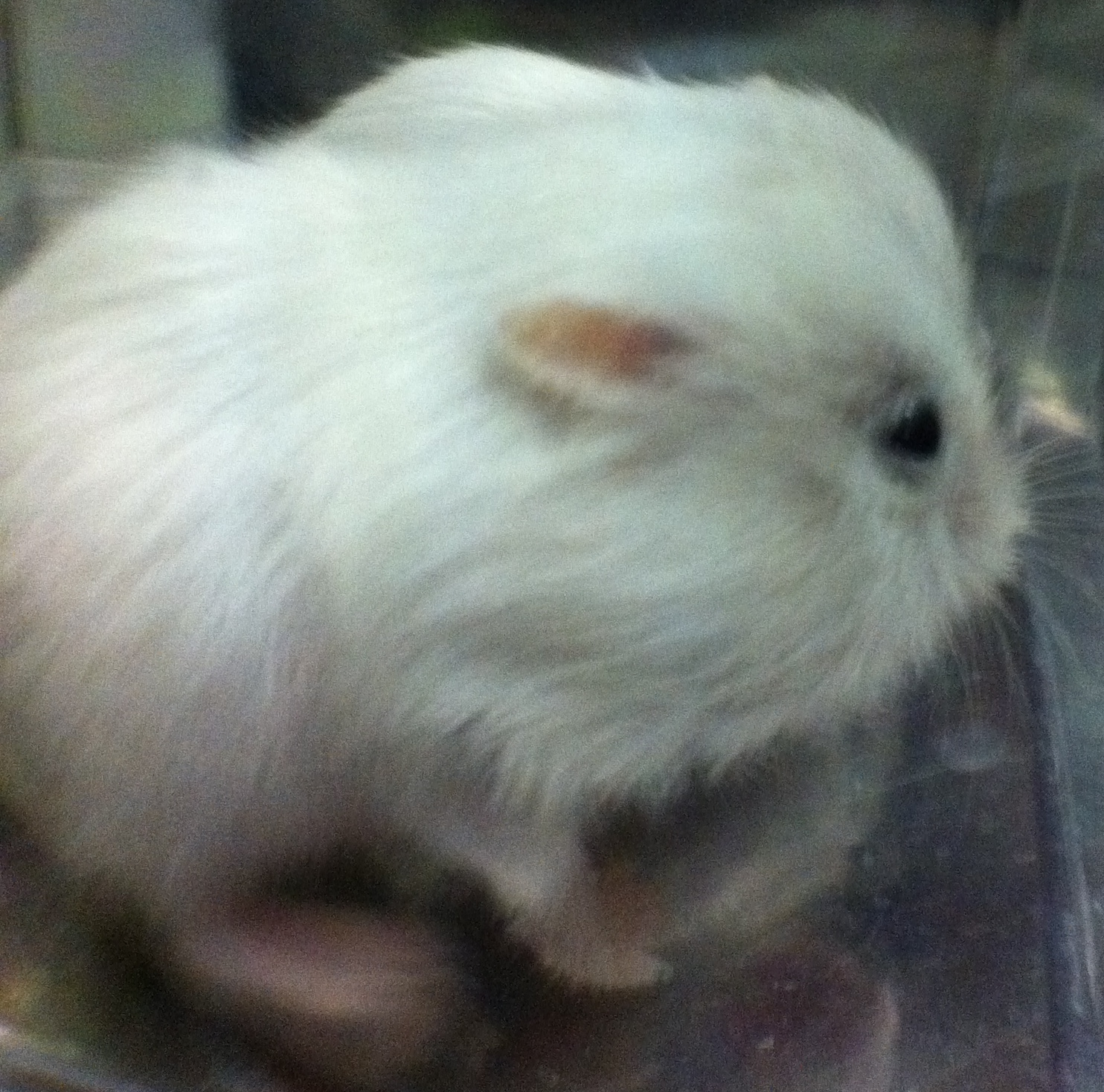
赤ちゃん
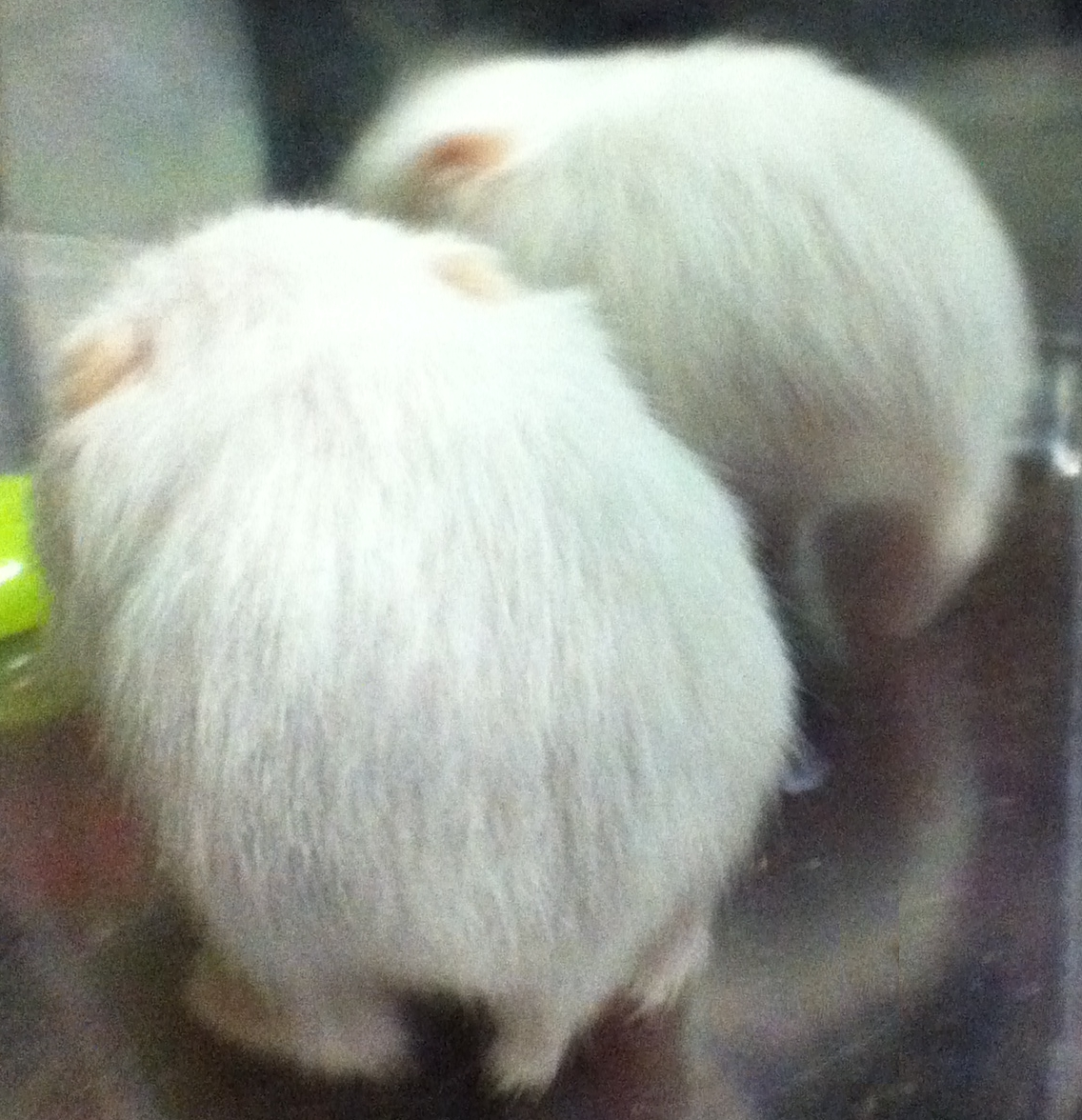
赤ちゃん2

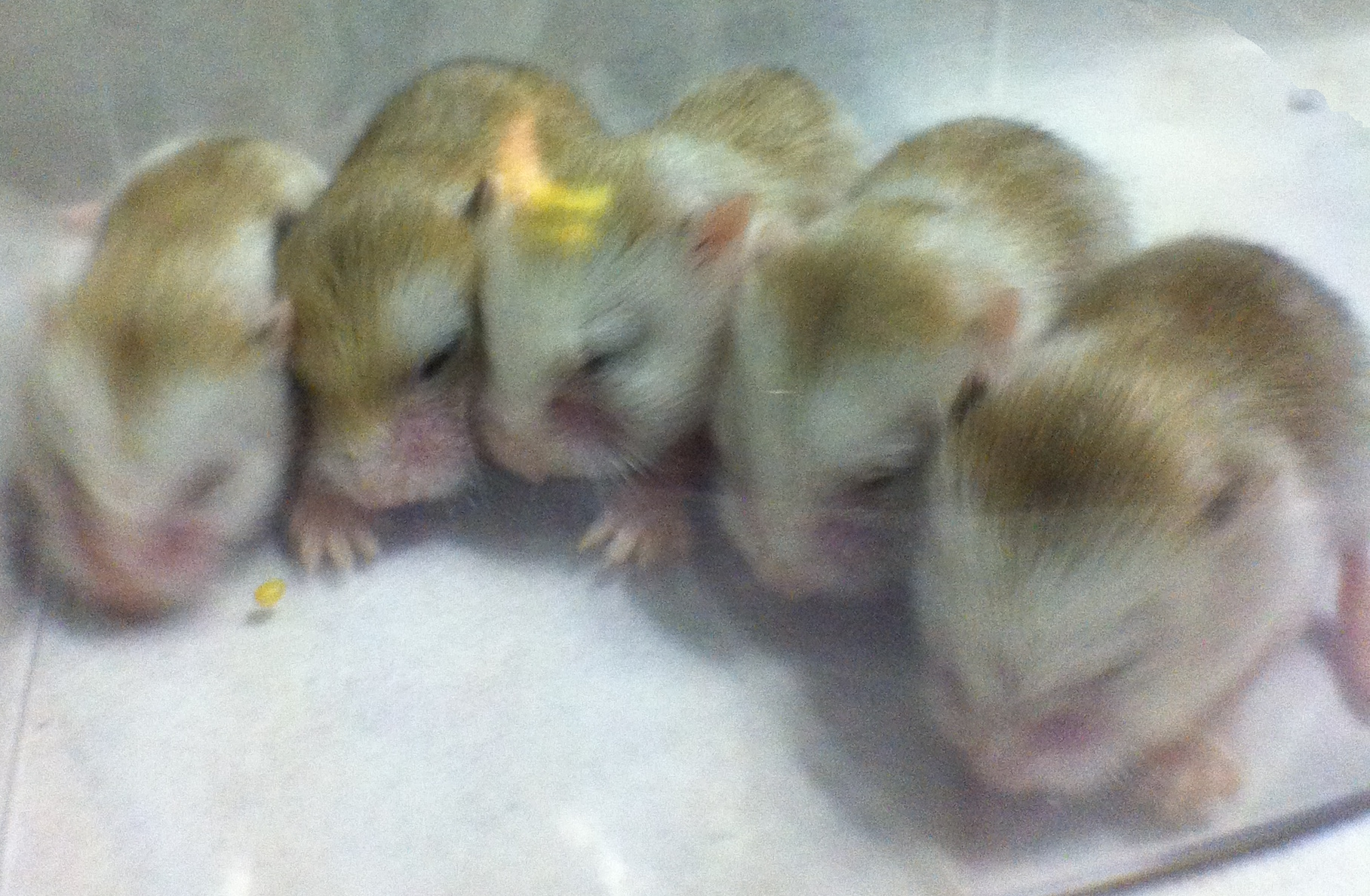
ヘテロ個体の赤ちゃん
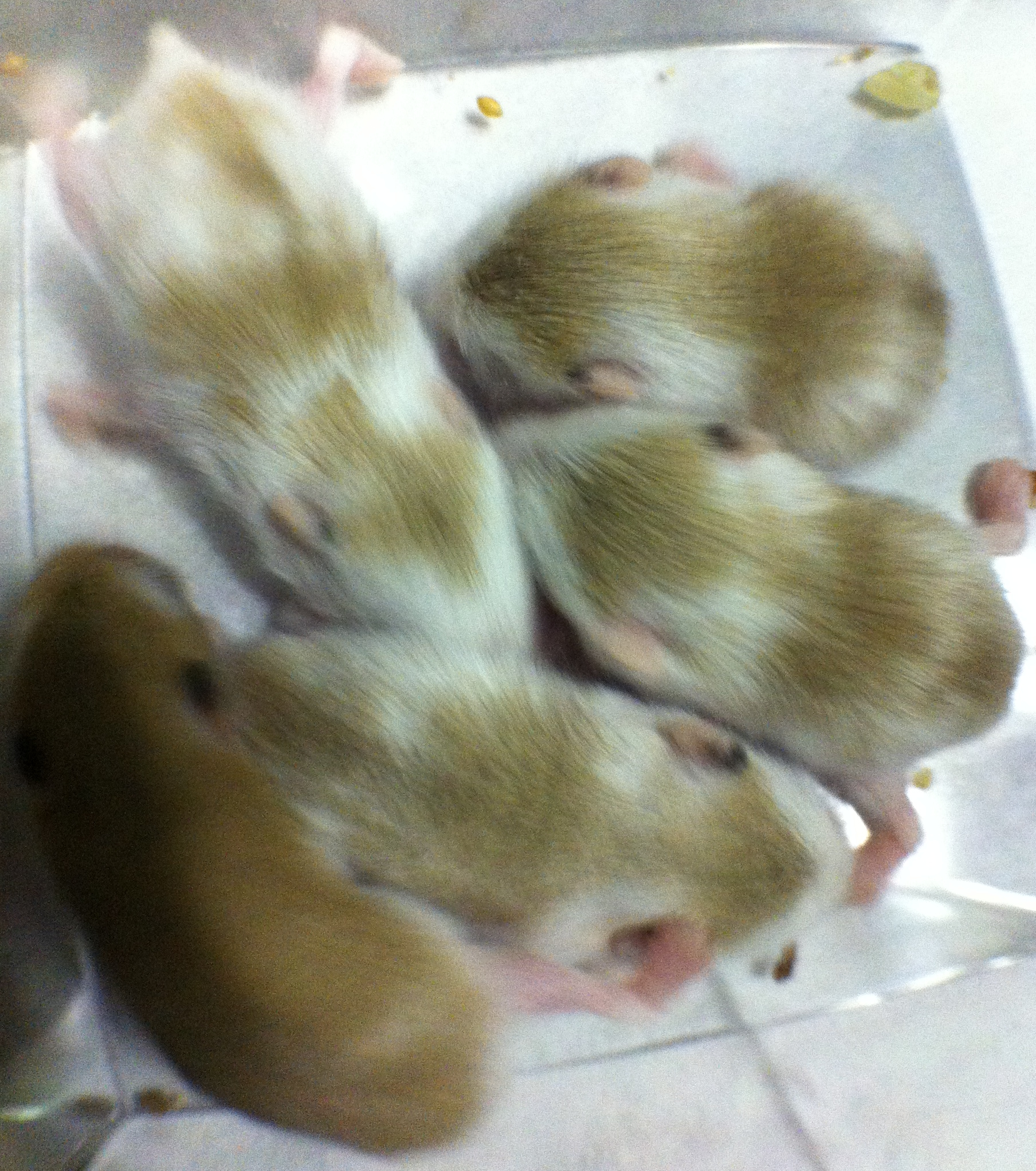
ヘテロ個体の赤ちゃん2

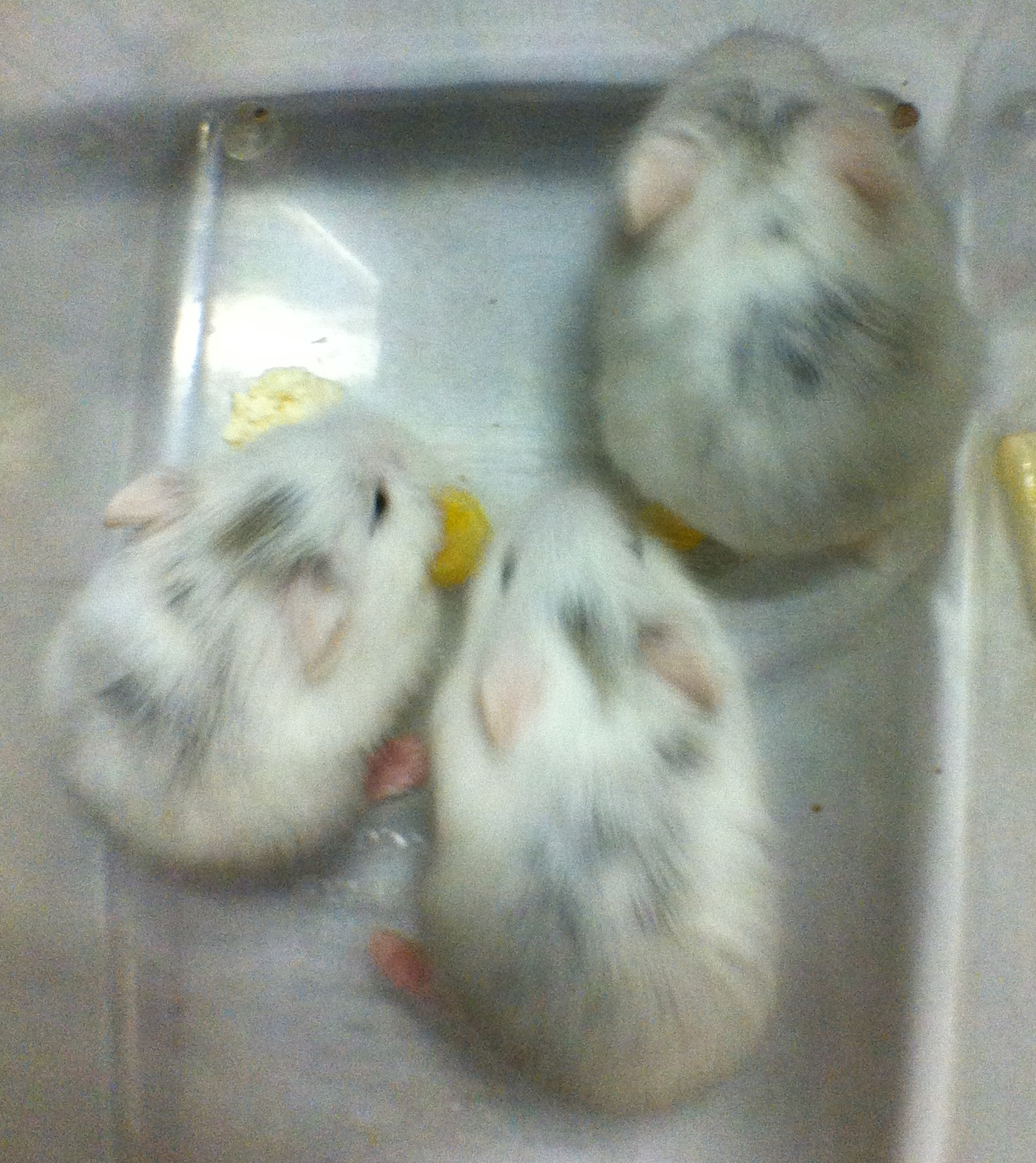
ヘテロ個体の赤ちゃん3
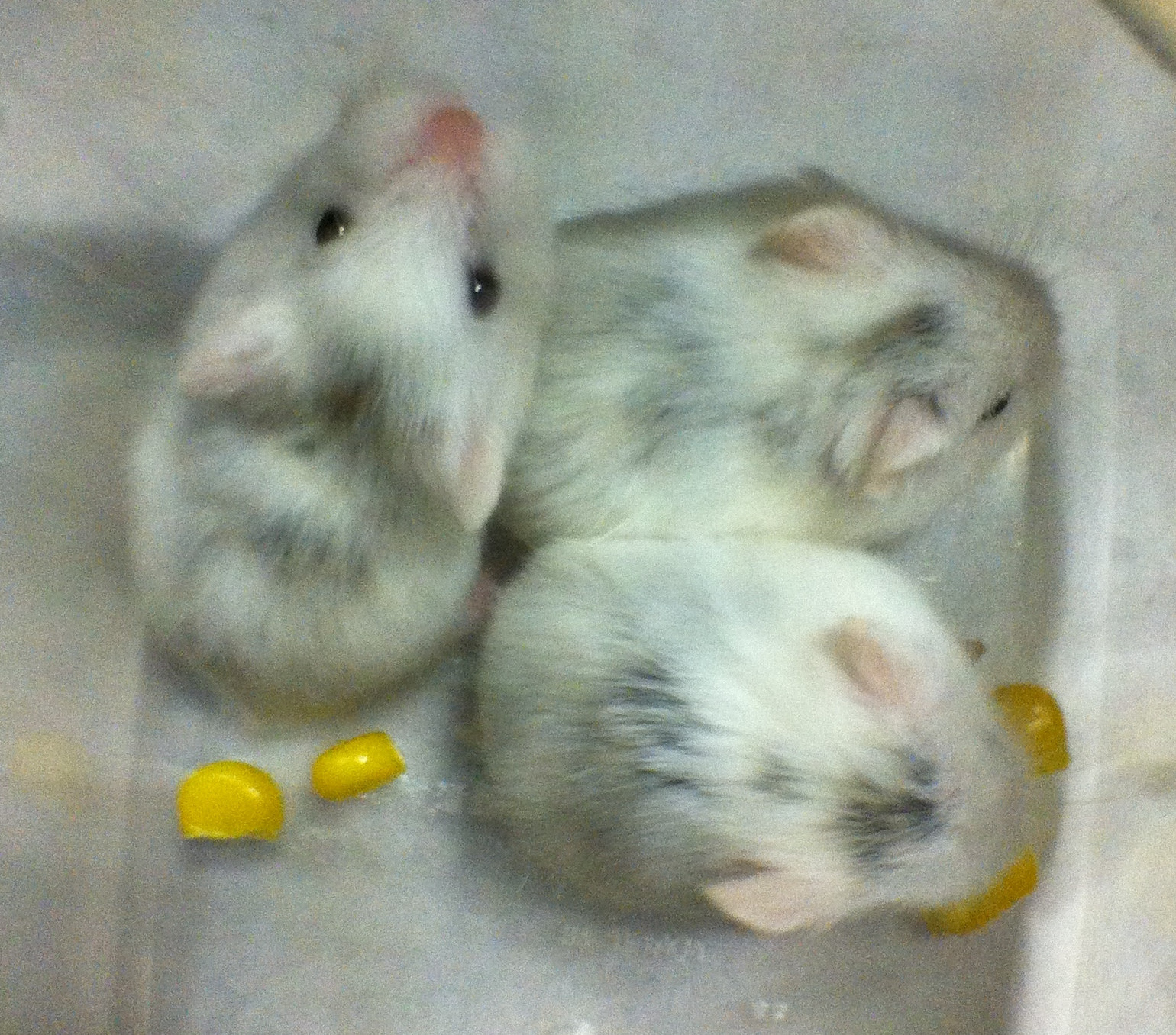
ヘテロ個体の赤ちゃん4

ノーマル (英語ではアグーチ。The Agouti Roborovski)
目の上に白いまゆげのようなものがあるのが特徴。
優生アグーチ遺伝子×2
または、
優生アグーチ遺伝子×劣性遺伝子
劣性遺伝子×違う種類の劣性遺伝子
アグーチ遺伝子は、被毛をノーマル色の茶色にする。

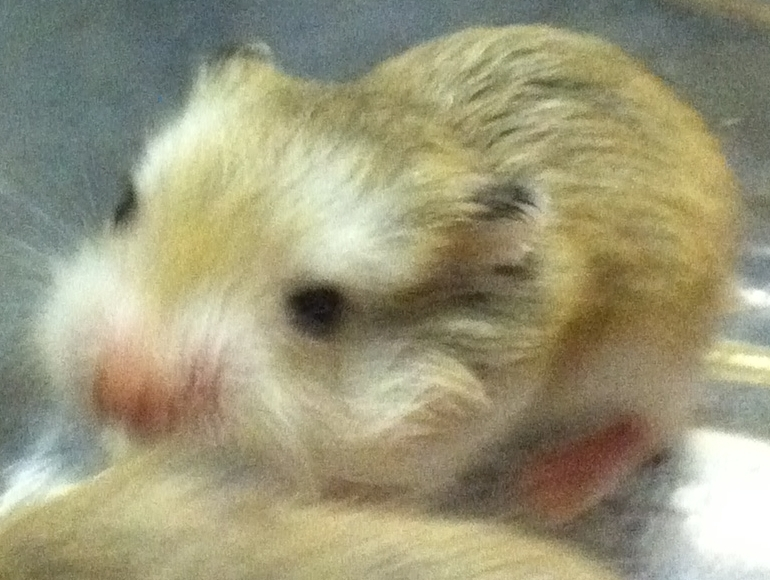
ノーマル
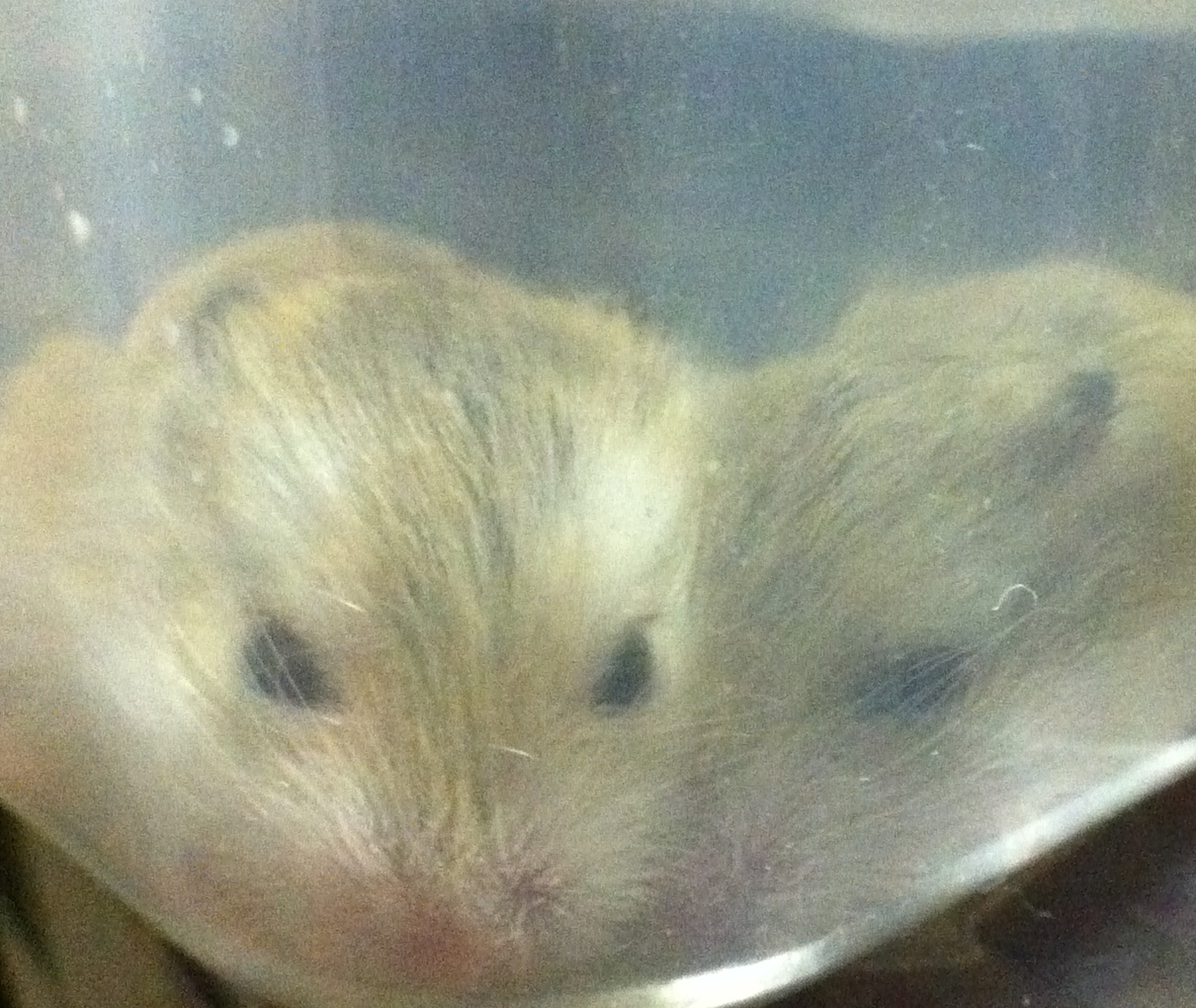
ノーマル赤ちゃん
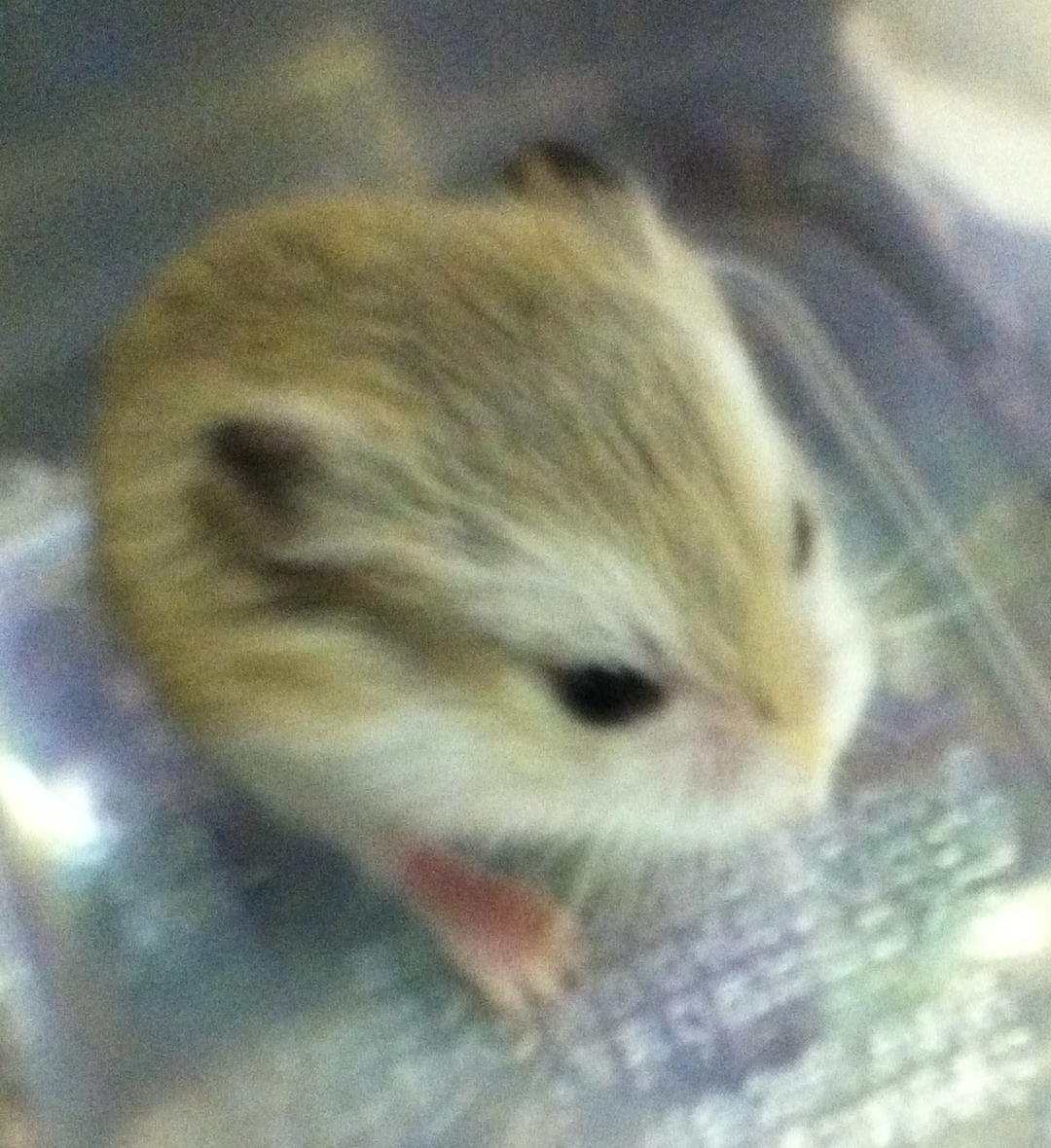
ノーマル2
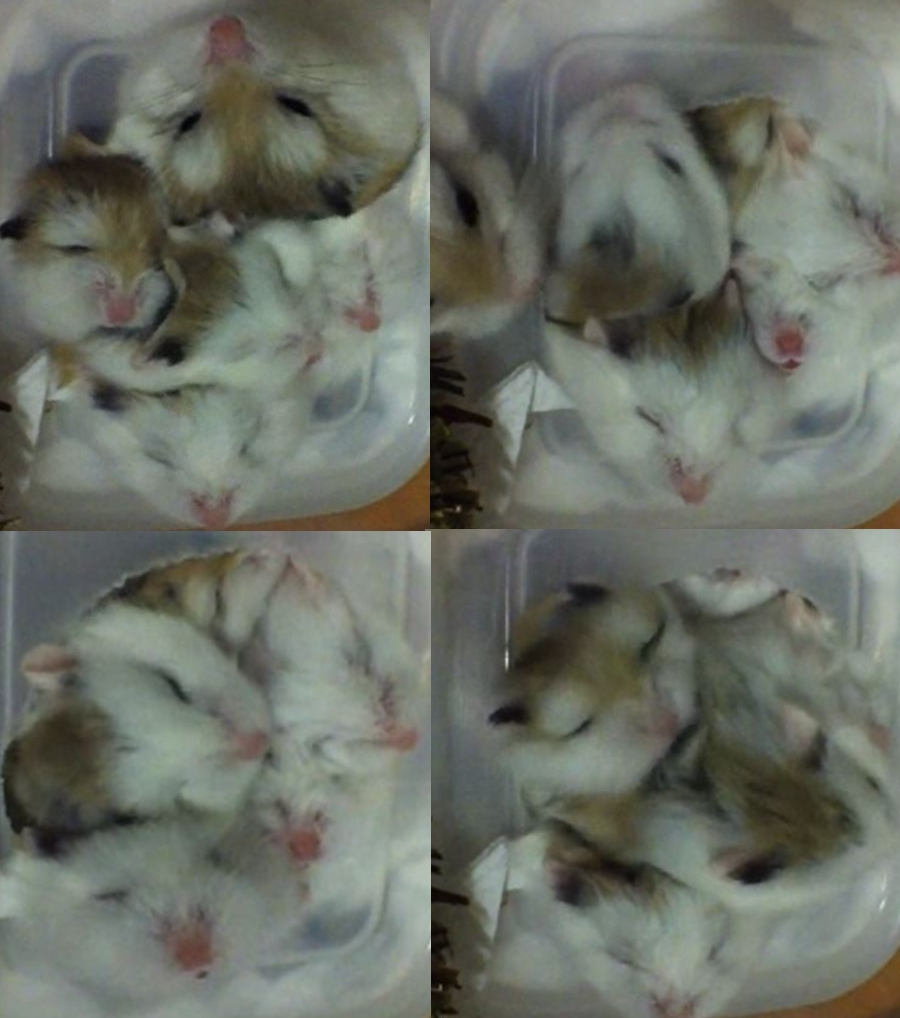
ノーマル3

- ノーマル赤ちゃんの映像
- ノーマルの子供の映像
- ノーマルの子供の映像3
- ノーマルの親子の映像

ホワイトフェイス(英語では同じ。The White Face Roborovski)
茶色の被毛に、顔全体が真っ白なのが特徴。
優生アグーチ遺伝子×1＋“強い”ハスキー遺伝子×1
ハスキー遺伝子は、顔の被毛を白っぽい色にフェードさせ、かつ、ボティーの被毛を茶色から、フェードした色にする遺伝子。このハスキー遺伝子自体に変異があり、被毛をフェードさせるのが、“強い”ものから、“弱い”ものがあると考えられる。“強い” ハスキー遺伝子は、アグーチ遺伝子に対して、不完全優性遺伝する事が知られている。どのような比率でまた、どのように不完全優性遺伝するか、は分かっていない。他の遺伝子座の他の遺伝子の影響を受けている可能性もあるが、詳細は分かっていない。通常のハスキー遺伝子に対しては、アグーチ遺伝子は、完全優性遺伝する。そのため、これと同じ遺伝子コンビネーションでも、表現型の被毛は、ノーマル色の茶色。両親とも、ノーマルの個体から、イザベラホワイトフェイスの子供が生まれたことが、報告されているが、このケースでは、アグーチ遺伝子と、“弱い “ ハスキー遺伝子のヘテロ接合型個体が両親であったと考えられる。この場合、4分の3の確率でノーマル個体、4分の1の確率で、イザベラホワイトフェイスが、生まれる。
優性“顔のみ“ホワイトフェイス遺伝子×1以上
この優性“顔のみ“ホワイトフェイス遺伝子がオランダで報告されている。被毛の色は、ノーマルの茶色で、経年による色の変化もない。優性で“顔のみ “を白色にする“らしい “。しかし、“強い”ハスキー遺伝子が、アグーチ遺伝子に対して、不完全優性遺伝をする場合がある事を、理解していないため、この“強い”ハスキー遺伝子を、優性“顔のみ“ホワイトフェイス遺伝子と、勘違いしている可能性が高い。写真すら見つかっていないため、いずれにしても、信憑性は低いと考えられる。
- 1遺伝子座で、説明がつくと、考えられる。ただ、“強い”や“弱い”などの変異があると考えられる、ハスキー遺伝子“自体”に変異があるのか、若しくは、他の遺伝子座の、他の遺伝子の影響を受けることによって、異なった発現をするのかは、分かっていない。同様にシスエレメントによる可能性もあるが、これも同様に分かっていない。

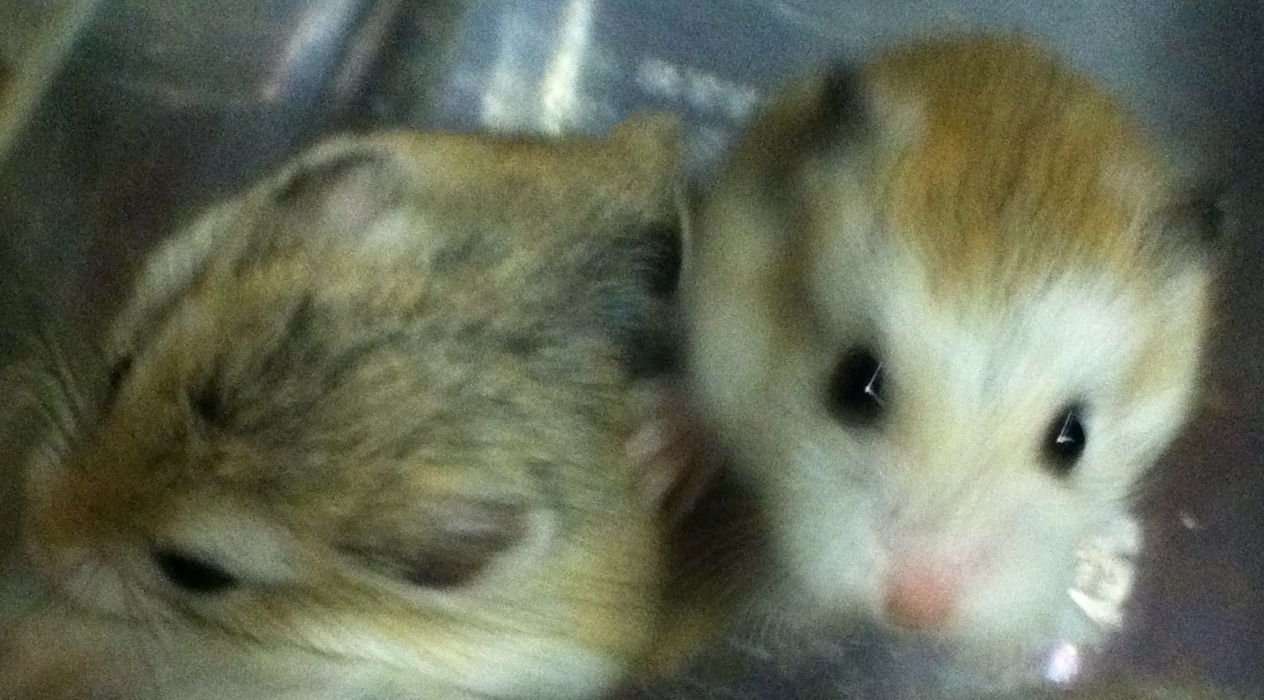
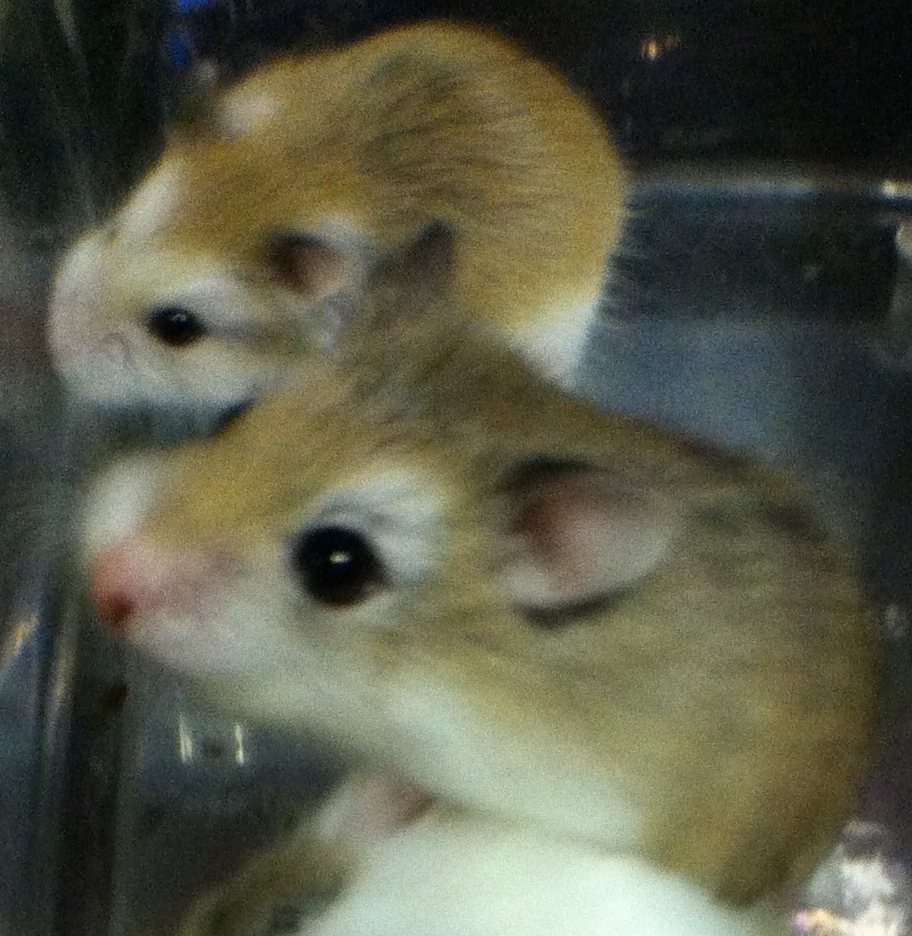

写真左：ノーマル (左)とホワイトフェイス(右)、写真右：ホワイトフェイス(左)　映像(左)：両個体、映像(右)：ホワイトフェイス
プラチナホワイトフェイス(英語ではプラチナ。The Platinum Roborovski)
生まれた時の、体の被毛は、ノーマルとほぼ同じか、やや明るいオレンジがかった茶色をしている。年齢とともに、色があせて、最終的には、薄いプラチナグレーの被毛になる。被毛に経年変化が見られる。アンダーコートは、濃いグレー。
優性ホワイトフェイス遺伝子＋劣性ハスキー遺伝子
ホワイトフェイス遺伝子(このホワイトフェイス遺伝子は、上述のオランダで報告されている、顔のみを白色にする、優性“顔のみ”ホワイトフェイス遺伝子とは異なる。)は、顔の被毛を白色にフェードさせ、かつ、ボティーの被毛を白に近い色に、フェードさせる遺伝子。遺伝的多型で、変異があり、被毛のフェードの発現が、“早い”ものから、“遅い”ものがあると、考えられる。いずれの場合でも、被毛に経年変化が見られる。この点で、被毛に経年変化が見られない、ハスキー遺伝子とは異なっている。この、“早く”、または、“遅く”、などの時限式に、異なった色が、表現型として発現するケースは、人間でも、ヨーロッパなどで、毛髪の色で、頻繁に報告されている。よくあるケースでは、幼少期は、金髪で、経年により、ライトブラウンや、ブラウンに色が変化する。
プラチナホワイトフェイスは、ホワイトフェイス遺伝子の中で、“遅い”変異を持った遺伝子であると考えられる。“早い” 変異を持った遺伝子である場合、スーパーホワイトになると考えられる。
プラチナホワイトフェイスの中でも、かなり白色が強い、プラチナグレー色の個体から、薄いベージュがかった個体までいる。これは、上述のハスキー遺伝子の中に、“強い”ものから、“弱い”ものが存在し、ホワイトフェイス遺伝子と不完全優性遺伝することが理由と、考えられる。
- 1遺伝子座で、説明がつくと、考えられる。ただ、“遅い” や“早い” などの変異があると考えられる、優性ホワイトフェイス遺伝子“自体”に変異があるのか、若しくは、他の遺伝子座の、他の遺伝子の影響を受けることによって、異なった発現をするのかは、分かっていない。同様にシスエレメントによる可能性もあるが、これも同様に分かっていない。

イザベラホワイトフェイス(英語ではハスキー。The Husky Roborovski)
薄オレンジ色の被毛。被毛に経年変化が見らない。最初に個体が報告されたのは2002年のスウェーデン。
劣性ハスキー遺伝子×2
イザベラホワイトフェイスの中でも、かなり色が薄いベージュから、色が濃い個体がいる。また、白の部分が多く、ベージュ色の部分が帯状になっている個体、白がかなり強く微かなベージュ色の個体もあり、ハスキーホワイトと日本では呼ばれている。ハスキーホワイトは、上述のハスキー遺伝子の片方が、“強い”ものであると、考えられる。白がかなり強く微かなベージュ色の個体の場合は、両方が“強い”ものであると、考えられる。両方が“弱い”ものの場合は、通常のイザベラホワイトになると、考えられる。

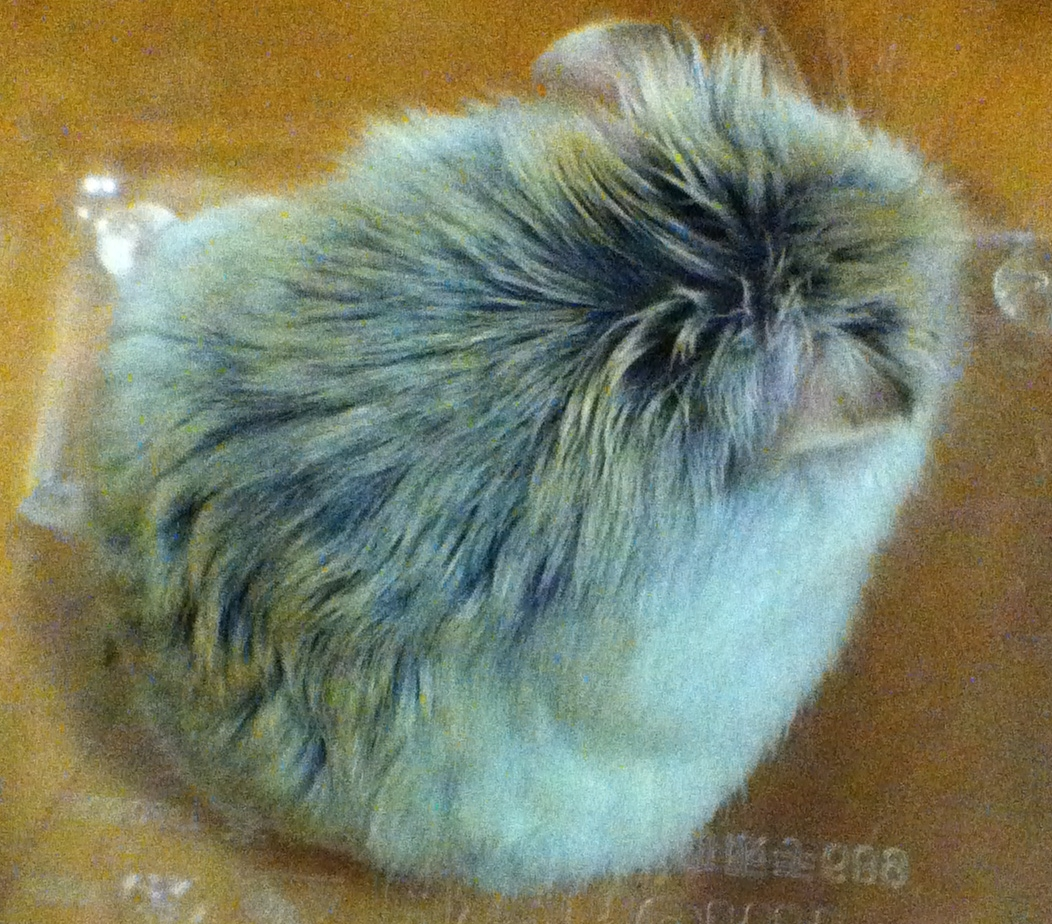
イザベラホワイトフェイス
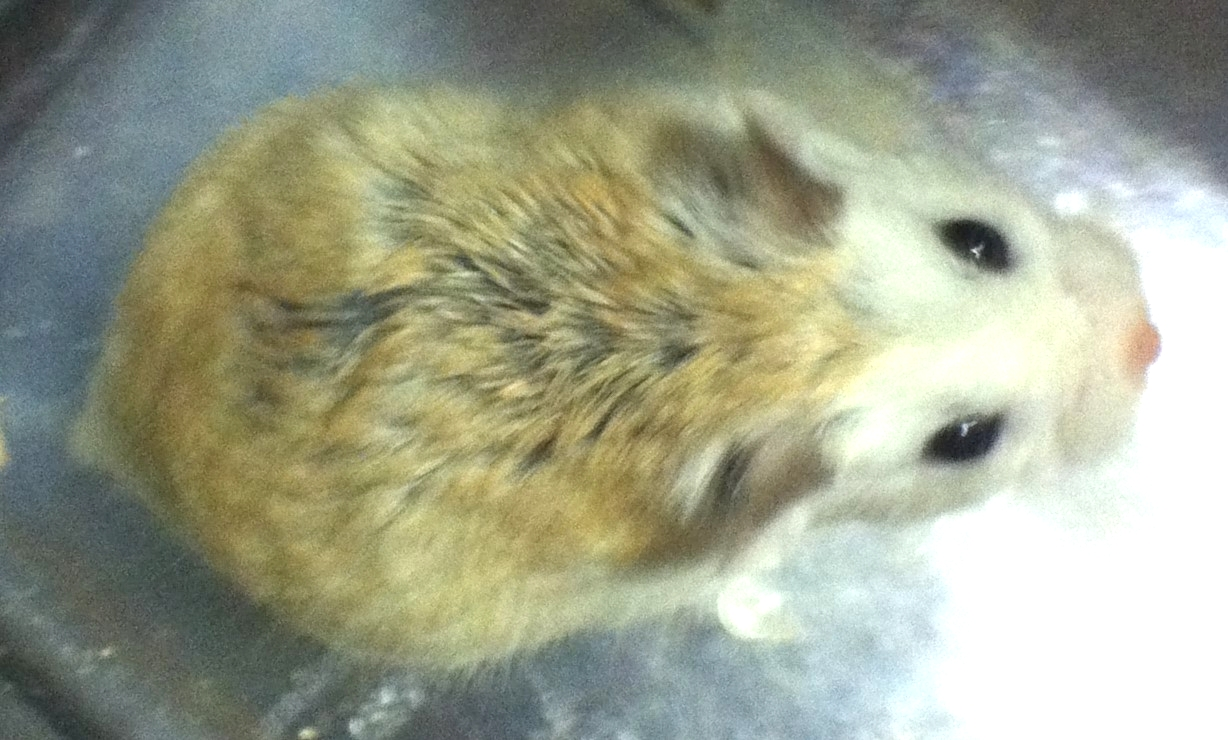
色の濃いイザベラホワイトフェイス
- イザベラホワイトの映像

イザベラホワイトには、アンダーコートがグレーのものと、アンダーコートがないものの2種類が存在する。以下写真参照。

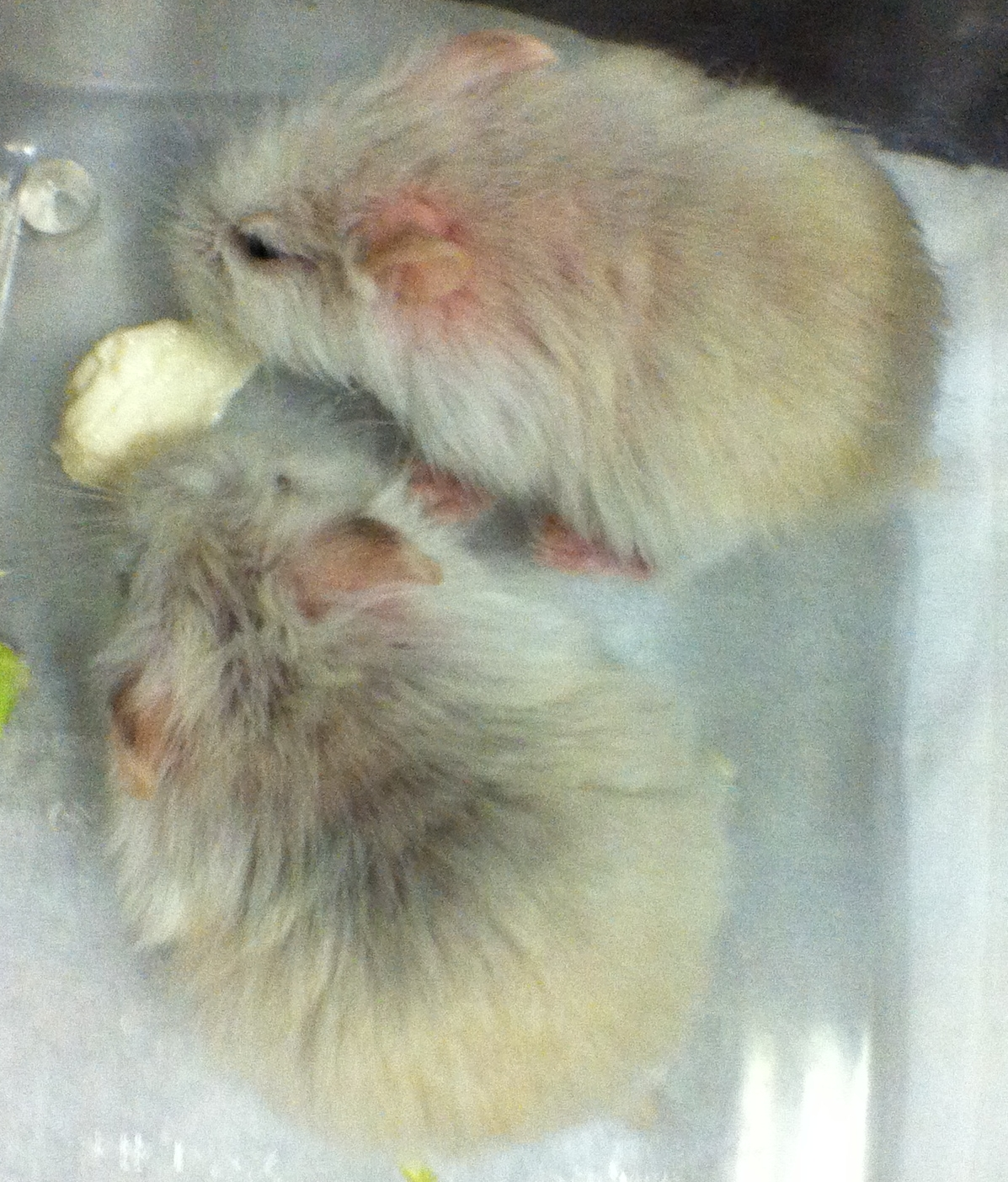
アンダーコートなし(上)、アンダーコートあり(下)
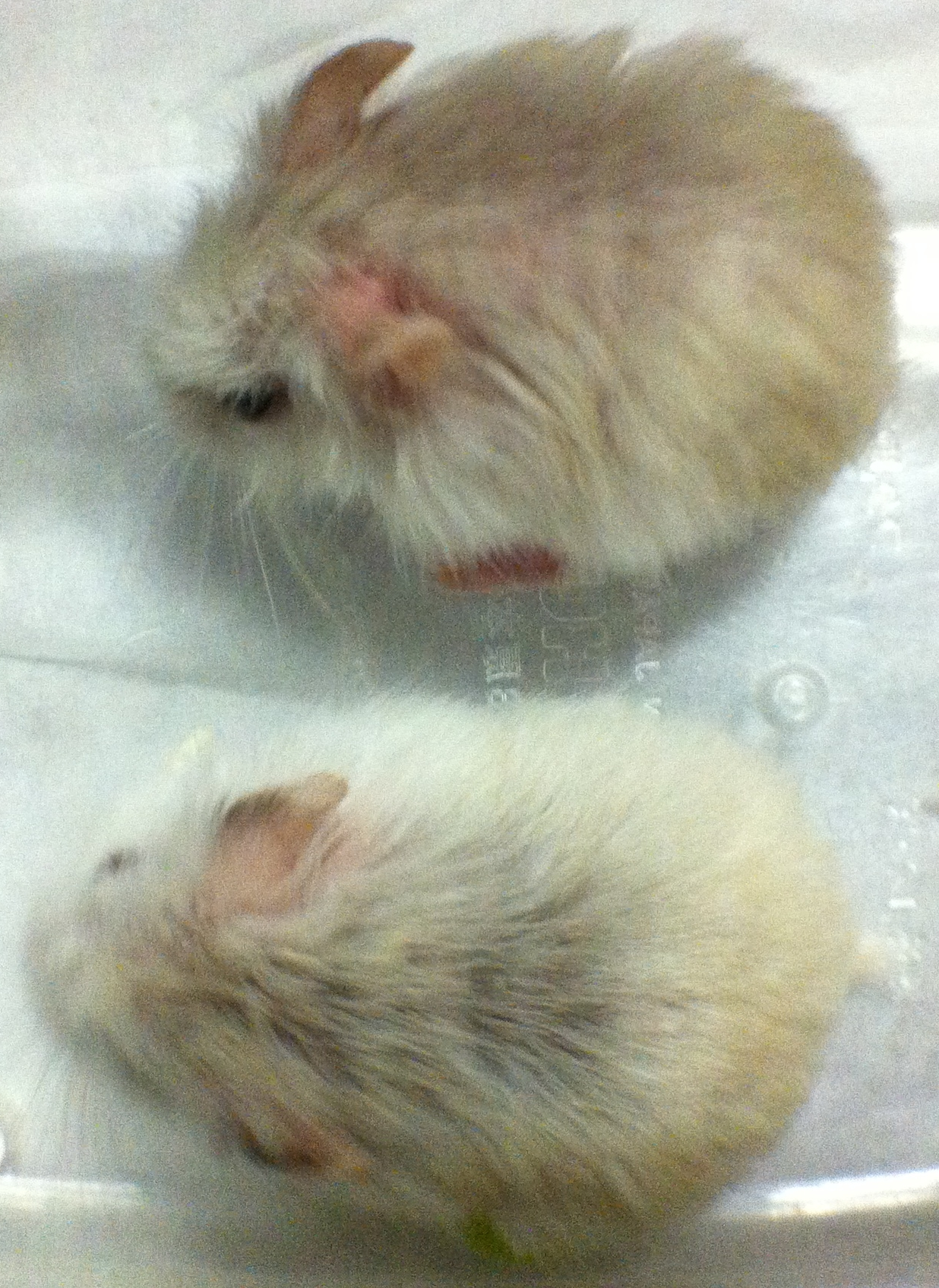
アンダーコートなし(上)、アンダーコートあり(下)
- 映像

以下の写真は、ダークパイド(母親)と、イザベラホワイト(父親)との間に生まれた赤ちゃん。表現型は、イザベラホワイト2匹、ダークパイド1匹、ホワイトフェイス1匹、ノーマル1匹。
上記ダークパイド(母親)は、イザベラホワイト(母親)と、ピュアホワイト(父親)を両親に持つ。
- 赤ちゃん1
- 赤ちゃん2
- 赤ちゃんと母親(ダークパイド)

以下の写真は、ダークパイド(母親)と、ダークパイド(父親)との間に生まれた赤ちゃん。
表現型は、ダークパイド1匹 、ブラウン2匹 、ホワイトフェイス2匹 、イザベラホワイト2匹 、ハスキーホワイト1匹 、ピュアホワイト1匹
上記ダークパイド(母親)はイザベラホワイト(母親)と、ピュアホワイト(父親)を両親に持つ。想定される遺伝子型は、“かなり強い”パイド遺伝子と、ハスキー遺伝子
上記ダークパイド(父親)は、ヘッドスポット(母親)と、イザベラホワイト(父親)を両親に持つ。想定される遺伝子型は、“強い”パイド遺伝子と、ハスキー遺伝子
上記赤ちゃんの5通りの表現型の遺伝子型を推測する。
ダークパイド：“かなり強い”パイド遺遺伝子伝子と、ハスキー遺伝子または、“強い”パイド遺伝子と、ハスキー遺伝子
ブラウン：“かなり強い”パイド遺伝子と、ハスキー遺伝子または、“強い”パイド遺伝子と、ハスキー遺伝子
ホワイトフェイス：“かなり強い”パイド遺伝子と、ハスキー遺伝子または、“強い”パイド遺伝子と、ハスキー遺伝子
イザベラホワイト：ハスキー遺伝子×2
ハスキーホワイト：ハスキー遺伝子×2
ピュアホワイト：“かなり強い”パイド遺伝子と、“強い”パイド遺伝子
イザベラホワイトとハスキーホワイトに関しては、遺伝子型は同じだと考えられる。ハスキー遺伝子自体に違いがあることが知られており、このケースでは、ハスキー遺伝子の強さに違いがあるか、若しくは他の遺伝子座の他の遺伝子の影響を受けている可能性があるが、詳しいことは分かっていない。
ブラウン、ホワイトフェイスとダークパイドに関しては、すべて遺伝子型は同じだと考えられる。
ブラウンと、ホワイトフェイスに関しては、上述のホワイトフェイスの説明で、すでにハスキー遺伝子自体に違いがあり、不完全優性遺伝する可能性が指摘されている。
ブラウンと、ダークパイドに関しては、“かなり強い”パイド遺伝子と、“強い”パイド遺伝子が、ハスキー遺伝子に対して、優性遺伝する事が、以下のピュアホワイトと、ヘッドスポットの説明で明らかになっているが、ブラウンが表現型として生まれていることから、完全優性遺伝ではなく、不完全優性遺伝していると考えられる。しかし、どのような比率で、不完全優性遺伝するのか、また、どのように不完全優性遺伝しているかは分かっていない。他の遺伝子座の他の遺伝子の影響を受けている可能性もあるが、詳しくは分かっていない。
- 赤ちゃん3
- 赤ちゃん4
- 赤ちゃんと母親(ダークパイド)3
- 赤ちゃんと母親(ダークパイド)4

スーパーホワイト(英語では白いホワイトフェイス。The White-From-White-Faced Roborovski)
全身が白い固体。頭と背中に茶色や、グレーやベージュがかった差し毛がある場合が多い。パールホワイトやスノーホワイトだとジャンガリアンハムスターと間違えられるので、スーパーホワイトという名前にされた。被毛に経年変化が見られる。
優性ホワイトフェイス遺伝子＋優性ホワイトフェイス遺伝子
被毛は、ハスキー遺伝子とのヘテロ接合型個体よりも、ホワイトフェイス遺伝子ホモ接合型個体の方が、白っぽくなる。頭や、体にグレーの色が残っている場合が多い。“強い “パイド遺伝子ホモ接合型個体による、ピュアホワイトや、ヘッドスポットとは、見た目は似ているが、遺伝子コンビネーションは全く異なる。)
優性ホワイトフェイス遺伝子＋劣性ハスキー遺伝子
スーパーホワイトの場合、“早い” 変異を持ったホワイトフェイス遺伝子と、ハスキー遺伝子とのコンビネーションであると、考えられる。
スーパーホワイトの中でも、かなり白い個体、頭と背中の被毛が、グレーがかった個体、頭と背中の被毛が、薄いベージュがかった個体など、さまざまな被毛色のバリエーションが存在する。これは、上述のハスキー遺伝子の中に、“強い”ものから、“弱い”ものが存在し、ホワイトフェイス遺伝子と、不完全優性遺伝することが理由と、考えられる。この遺伝子コンビネーションを持つ個体の中で、不完全優性遺伝していることを示す、中間の特徴を持つヘテロ接合型個体が存在する。

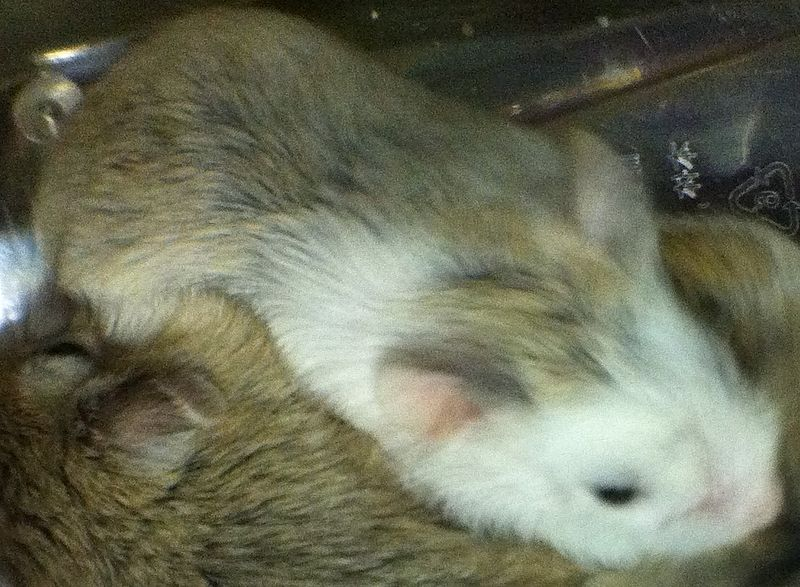

写真：中間の特徴を持った個体、映像：中間の特徴を持った個体(映像右上) 

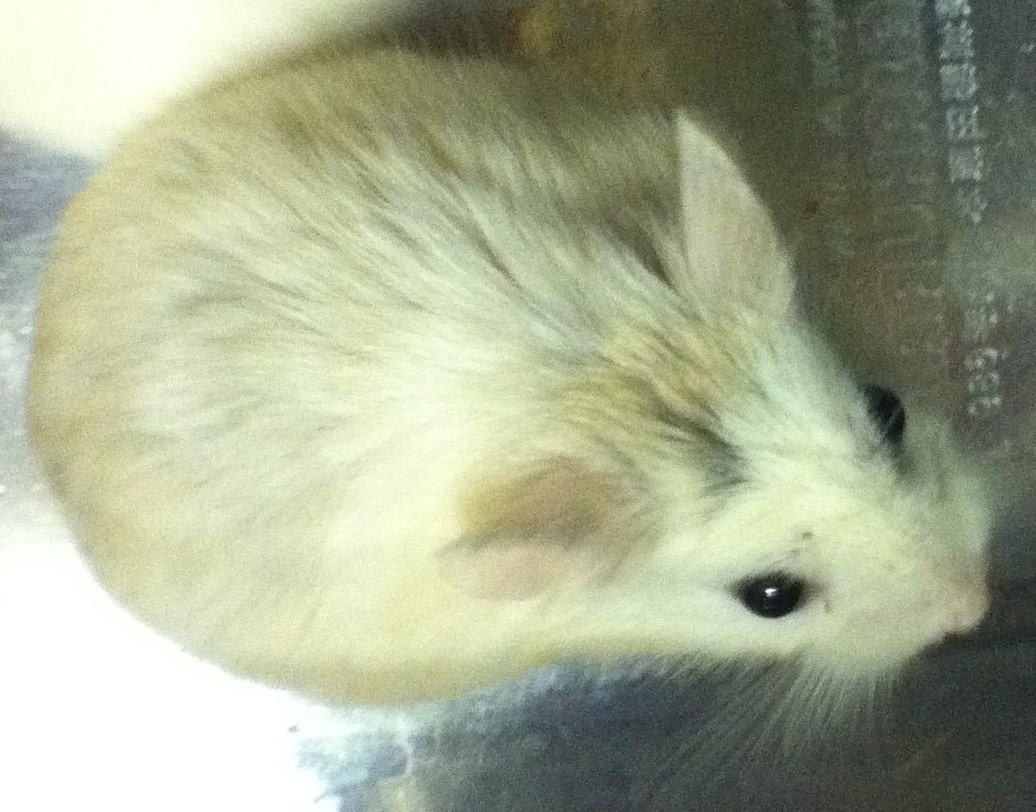
スーパーホワイト
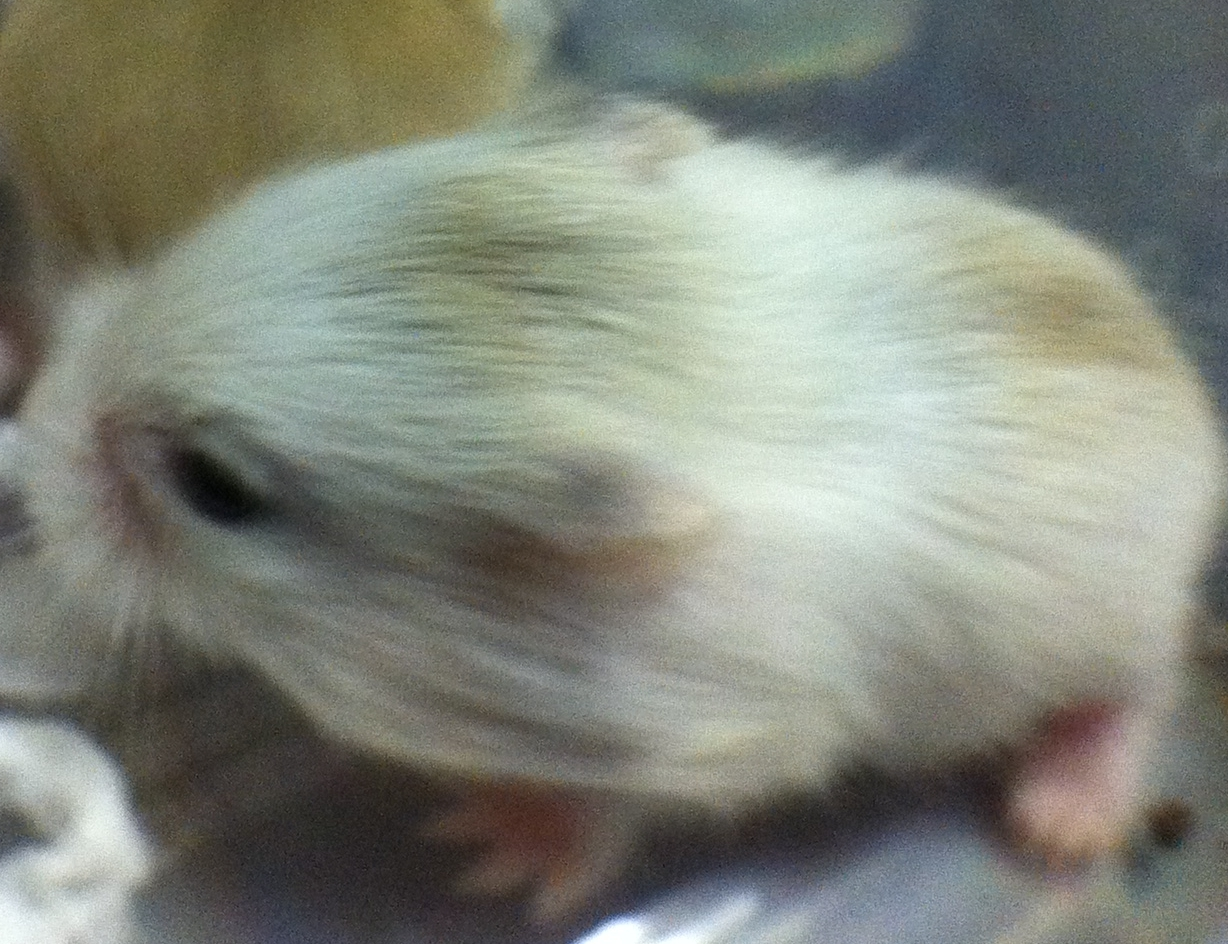
スーパーホワイトの赤ちゃん
- スーパーホワイトの映像
- スーパーホワイトの子供の映像

パイド(英語ではモトルドまたはパイド The Mottled Roborovski or The Pied Roborovski)
顔や背中の模様がまだらになっているのが特徴。
劣性パイド遺伝子×2
優性パイド遺伝子×1以上（アグーチ遺伝子に対して、優性遺伝するパイド遺伝子は、オランダで報告されている。ただ、以下の“かなり強い” パイド遺伝子や“強い” パイド遺伝子が、ハスキー遺伝子に対して不完全優性遺伝する事と勘違いしている可能性が高い。そのため、アグーチ遺伝子に対して優性遺伝はしないと考えられる。表現型がノーマルなアグーチ個体が、劣性ハスキー遺伝子を片方持つ場合、“かなり強い” パイド遺伝子または“強い” パイド遺伝子を1つ以上持つ個体と交配した場合、パイドの子供が生まれる場合がある。そのため、あたかもアグーチ遺伝子に対して、パイド遺伝子が優性遺伝していると勘違いする可能性がある。）
ピュアホワイトの“かなり強い” パイド遺伝子 ×劣性ハスキー遺伝子 
ヘッドスポットの“強い” パイド遺伝子 ×劣性ハスキー遺伝子 
ピュアホワイトの“かなり強い” パイド遺伝子と、ヘッドスポットの“強い” パイド遺伝子は、劣性ハスキー遺伝子に対して不完全優性遺伝することが知られている。しかし、どのような比率で、不完全優性遺伝するのか、また、どのように不完全優性遺伝しているかは分かっていない。他の遺伝子座の他の遺伝子の影響を受けている可能性もあるが、詳しくは分かっていない。
劣性パイド遺伝子は、毛の色を部分的に、なくす遺伝子(斑を作る遺伝子)。劣性パイド遺伝子は、遺伝的多型で、変異があり、毛の色をなくす効果が、“かなり強い”ものから、“弱い”ものがあると考えられる。そのため、毛の色をなくす効果が、強い場合は、白の多いライトパイドになり、毛の色をなくす効果が、弱い場合は、白の部分が少ないダークパイドになる。
- ライト、ダークパイド
- ライト、ダークパイド2
- パイドの赤ちゃん
- パイドの赤ちゃん2

- ライト、ダークパイド
- 親子の映像1
- 親子の映像2
- 親子の映像3

ピュアホワイト(英語では白いパイドまたは、日本語と同じザ・ピュアホワイト。The White-From-Pied Roborovski or The Pure White Roborovski)
真っ白で差し毛が全くない。
劣性パイド遺伝子×2
毛の色をなくす効果が、“かなり強い” パイド遺伝子を1つ以上持つ場合、ピュアホワイトになると考えられる。
- ピュアホワイト
- 赤ちゃん
- 赤ちゃん2

- 親子の映像1
- 親子の映像2
- 子育ての映像
- ピュアホワイトの映像

ピュアホワイトと、イザベラホワイトを両親に持つ、ヘテロ接合型個体である子供は、劣性パイド遺伝子と劣性ハスキー遺伝子を1つずつ持っている。このケースで、通常の劣性パイド遺伝子であれば、理論上は100％の確率で、ブラウンが表現型として現れる。しかし、この“かなり強い” パイド遺伝子は、劣性ハスキー遺伝子に対して不完全優性遺伝すると考えられる。そのため、子供の表現型はパイドになる場合がある。しかし、どのような比率で、不完全優性遺伝するのか、また、どのように不完全優性遺伝しているかは分かっていない。他の遺伝子座の他の遺伝子の影響を受けている可能性もあるが、詳しくは分かっていない。
以下の写真は、イザベラホワイト(母親)と、ピュアホワイト(父親)との間に生まれた赤ちゃん。表現型は、パイド4匹、ノーマル1匹。
- ヘテロ個体の赤ちゃん
- ヘテロ個体の赤ちゃん2
- ヘテロ個体の赤ちゃんと母親(イザベラホワイト)

以下の写真は、ピュアホワイト(母親)と、イザベラホワイト(父親)との間に生まれた赤ちゃん。表現型は、ライトパイド3匹、ノーマル2匹。
写真には3匹のライトパイドのみ。
- ヘテロ個体の赤ちゃん3
- ヘテロ個体の赤ちゃん4
- ヘテロ個体の赤ちゃんと母親(ピュアホワイト)

ヘッドスポット(英語では同じ。The Head Spot Roborovski)
頭に、輪郭のはっきりした、細い線で、茶色い差し毛がある。スーパーホワイトの頭の、茶色やグレー差し毛の輪郭は、はっきりしていない。また、面積も大きい。
劣性パイド遺伝子×2
毛の色をなくす効果が、 “強い “パイド遺伝子を1つ以上持つ場合、ヘッドスポットになると考えられる。体にスポットが出る場合も、これと同じ遺伝子コンビネーションと、考えられる。
この“強い “パイド遺伝子は、ピュアホワイトの“かなり強い” パイド遺伝子と同様に、劣性ハスキー遺伝子に対して、不完全優性遺伝するケースが報告されている。そんため、イザベラホワイトとの子供でパイドが生まれる場合がある。
- ヘッドスポットの記述で、優性パイド遺伝子×1＋、劣性パイド遺伝子×2などの、記述が見られるが、1遺伝子座に、1つの個体で、3つの遺伝子があるということは、理論的にあり得ない。
- すべての個体で、1遺伝子座で遺伝子は、2つしか持てない。ちなみに2遺伝子座の場合は、2n個体では、遺伝子は4つ。
- この劣性パイド遺伝子に関しては、パイド遺伝子“自体”に“強い”や“弱い”などの変異がある可能性が高いと考えられる。ただ、これも他の遺伝子座の、他の遺伝子の影響を、全く受けないかは、分かっていない。

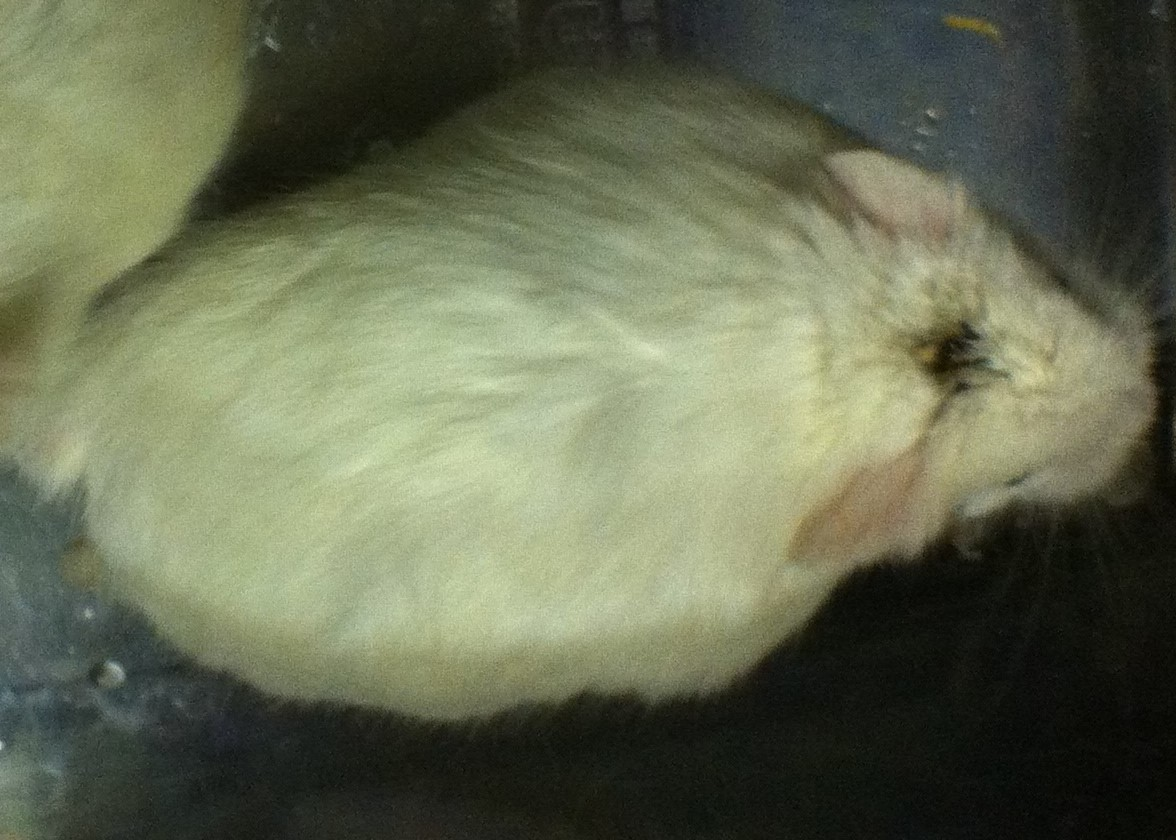
ヘッドスポット
- ヘッドスポットの映像

シナモン(英語ではレッドアイThe Red-Eyed Roborovski)
赤目。体色は薄いキャラメル色。アンダーコートはダーク茶色。シナモンの目が赤いのは、小さい時のみで、大きくなると、赤色と、焦げ茶色の中間の色になる。体色は、薄いベージュ色。
劣性シナモン遺伝子×2
アルビノ(英語ではアルビノThe Albino Roborovski)
赤目。 アルビノ個体。体色は色素が全く無いため真白。
劣性アルビノ遺伝子×2
シナモンとの違いは、シナモンは薄いが色素がある。

## 歴史
- 他のハムスターが、実験動物として人間に飼育されていたものがペット化されたものであるのに対して、最初からペットとして飼われるようになったハムスターである。
- かつてはネズミの一種としては非常に繁殖しにくい種としても知られていた。雄雌のつがいで飼っても一年以上出産しないことがあり、研究用として飼育されなかったのはこのためである。近年は1匹の雄を複数の雌と交配させる養殖法が確立し、ペットショップで多く見かけるようになり、一般家庭でも容易に繁殖する個体が増えている。